# Barokarchitectuur in de Zuidelijke Nederlanden
De barokarchitectuur in de Zuidelijke Nederlanden is de barokarchitectuur - en later ook de neoclassicistische architectuur - zoals die zich in de 17e en 18e eeuw ontwikkelde in de Spaanse en Oostenrijkse Nederlanden. De regionale architectuurstijl van de Zuidelijke Nederlanden kan gezien worden als onderdeel van het grotere geheel van de Zuid-Nederlandse barokkunst, die naast een aanzienlijke bouwproductie ook een bloeiperiode van de schilderkunst, de beeldhouwkunst en de toegepaste kunsten met zich meebracht. De barokarchitectuur in de Zuidelijke Nederlanden neemt een tussenpositie in tussen het strengere Hollands classicisme en de meer uitbundige Franse barok, terwijl met name in de oostelijke regio's ook de invloed van de Duitse barok soms zichtbaar is. Zoals ook elders in Europa, verschijnen er vanaf de tweede helft van de 18e eeuw steeds meer neoclassicistische elementen in de Zuid-Nederlandse barok.

## Achtergronden

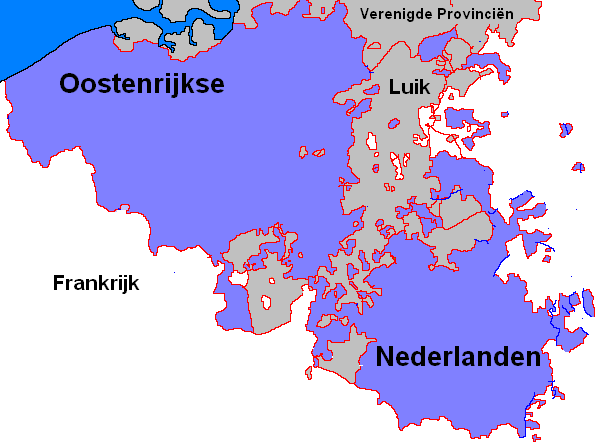
Kaart van de Oostenrijkse Nederlanden

Na de afscheiding van de Republiek der Zeven Verenigde Nederlanden en de daaruit voortvloeiende migratie van veel Zuid-Nederlandse protestanten naar het Noorden, bleef het Spaanse deel van de Habsburgse Nederlanden aanvankelijk achter in zijn economische en culturele ontwikkeling. Vanaf ca. 1610 brak in steden als Antwerpen, Brussel, Gent en Mechelen echter een nieuwe culturele bloeiperiode aan - in sommige opzichten vergelijkbaar met de Hollandse Gouden Eeuw -, waarin met name de Vlaamse barokschilderkunst en beeldhouwkunst een hoog niveau bereikten, terwijl ook de Zuid-Nederlandse barokarchitectuur bijdroeg aan deze nieuwe bloei.
Na het Concilie van Trente (1545-1563) werd eind 16e eeuw in heel katholiek Europa de contrareformatie ingezet, die gepaard ging met de bouw van kerken en kloosters, veelal in de nieuwe, zelfverzekerdheid uitstralende barokstijl. Ook in de Zuidelijke Nederlanden verrezen vanaf het begin van de 17e eeuw een groot aantal nieuwe kloosters, met name van jezuïeten, augustijnen, kartuizers, redemptoristen en begijnen. Vooral de jezuïeten waren instrumenteel bij het uitdragen van de contrareformatie en het verspreiden van de barokarchitectuur, hoewel de jezuïetenarchitect Hendrik Hoeymaker zijn kerken nog grotendeels in laatgotische stijl bouwde, zoals in Doornik (1604), Valencijn (1607), Bergen (1617) en Gent (1619). De Jezuïetenkerk van Gent geldt als het laatste gotische bouwwerk in België. De (gesloopte) Jezuïetenkerk van Ieper, waarvan het ontwerp door tussenkomst van het generalaat in Rome sterk was gewijzigd, was volledig barok.
Na de voor de Zuidelijke Nederlanden desastreuze Spaanse Successieoorlog namen vanaf 1713 de Oostenrijkers de plaats in van de Spanjaarden. Enkele landvoogden voerden een actief cultureel, soms antiklerikaal beleid. Vanaf begin 18e eeuw werden er nog maar weinig kerken gebouwd; de opdrachtgevers - zowel wereldlijke als geestelijke machthebbers - kozen ervoor hun huizen en kastelen te vernieuwen volgens de laatste mode uit Parijs. Opvallend is dat het zwaartepunt van de 17e-eeuwse Zuid-Nederlandse barokarchitectuur aan de Nederlandstalige kant van de taalgrens lag, terwijl de belangrijkste bouwwerken van de 18e eeuw in Brussel en Wallonië tot stand kwamen.

## Barokarchitectuur in de Spaanse Nederlanden (17e eeuw)

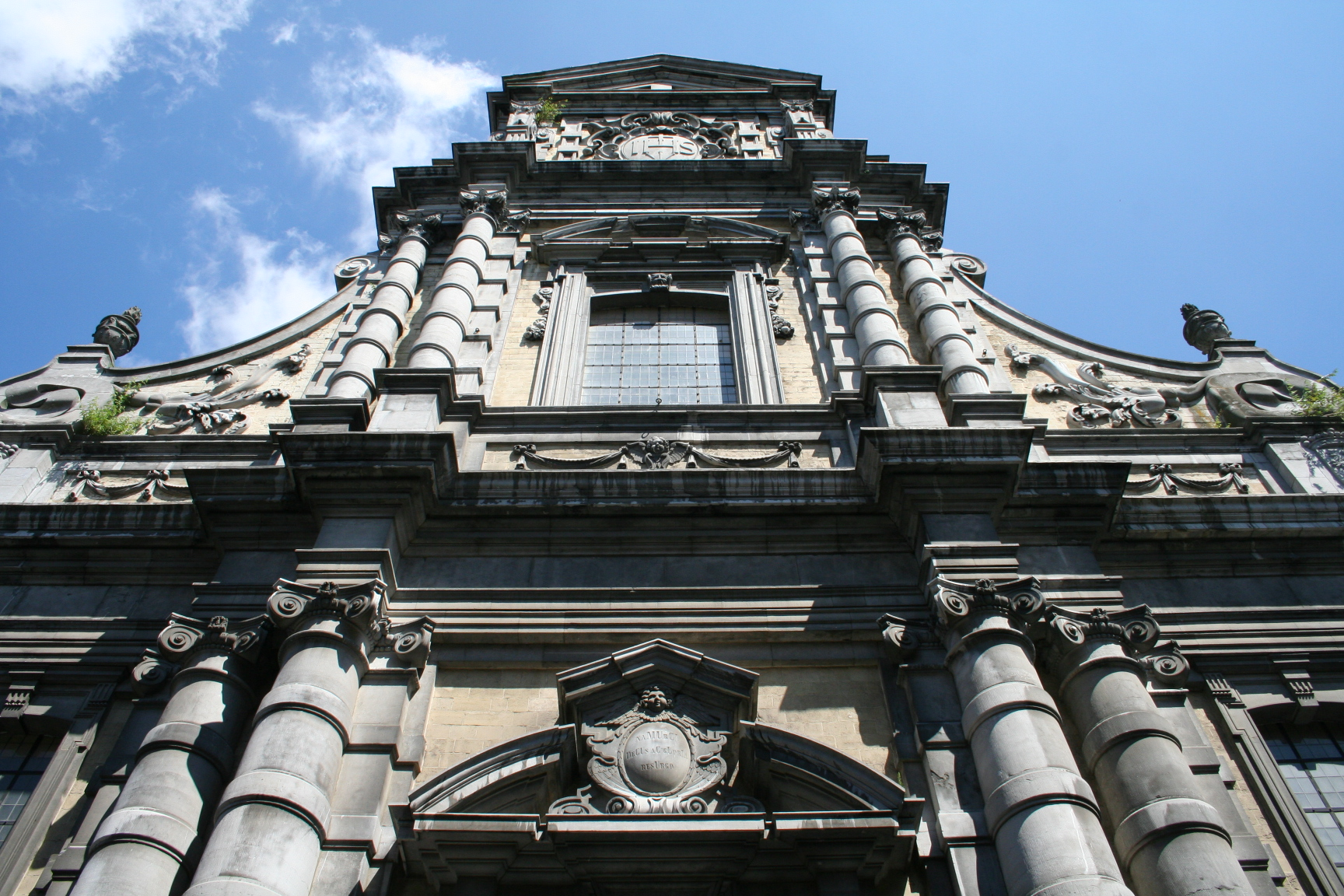
Kerk van St-Loup, Namen (P. Huyssens, 1621-45)

Een van de eersten die de Italiaanse barokarchitectuur van Bernini en Borromini introduceerden in de Spaanse Nederlanden was de schilder en architect Wenceslas Cobergher (1557-1634). Zijn belangrijkste bouwwerken zijn de Karmelietenkerk in Brussel (1607-11), de Basiliek van Onze-Lieve-Vrouw van Scherpenheuvel (1609-27) en de Sint-Augustinuskerk in Antwerpen (1615-18).
Bekende jezuïetenarchitecten waren de nieuwe stijl al vroeg toegedaan: François d'Aguilon (1567-1617), Pieter Huyssens (1577-1637) en Jacob Franquart (1583-1651). Huyssens bouwde enkele van de belangrijkste barokkerken in het huidige België: de St.-Carolus Borromeuskerk te Antwerpen (met D'Aguilon, 1615-21), de Sint-Walburgakerk in Brugge (1619-43), de kerk van Sint-Loup in Namen (1621-45), de Begijnhofkerk in Mechelen (met Franquart, 1629-37) en de Sint-Pieters-abdij in Gent (1629-51). Franquart ontwierp de Augustijnenkerk en de verdwenen Jezuïetenkerk (ca. 1675) in Brussel.
De gevel van laatstgenoemde kerk zou model gestaan hebben voor de latere Jezuïetenkerken in de Zuidelijke Nederlanden, onder andere de Sint-Michielskerk in Leuven (Willem van Hees, 1650-71). De Mechelse beeldhouwer en architect Lucas Faydherbe ontwierp de zeer rijk versierde façade van de Sint-Jan Baptist ten Begijnhofkerk (1657-75) in Brussel. De architecten van de Abdij van Averbode (1664-72), de Sint-Margaritakerk in Lier (1664-71), de Kruisherenkerk van Diest (1665-7) en het Kartuizerklooster in Antwerpen (later Kapucinessenklooster, 1673-77) zijn onbekend gebleven.
Bisschoppen, abten en proosten waren ook de opdrachtgevers van enkele andere bouwwerken, zoals het barokke portaal van de abdij van Sint-Truiden (1655), de proosdij van Sint-Donaas in Brugge (1662-65), het Minderbroedersklooster van Luik (ca. 1650-75) en het Sint-Gilleshospitaal in Namen, thans zetel van het Waals Parlement (1666).
Bij al deze religieuze bouwwerken, viel de schaal van de meeste wereldlijke projecten haast in het niet. De meeste woonhuizen werden aanvankelijk nog volgens de traditionele lokale bouwtrant (ook wel Vlaamse of Brabantse renaissancestijl genoemd) gebouwd. Aan het eind van de eeuw durfde men uitbundiger te bouwen, bijvoorbeeld op de Grote Markt in Antwerpen, en, na een desastreuze brand, op de Grote Markt in Brussel. In Brussel kwamen tevens enkele adellijke stadspaleizen tot stand, maar deze hebben het lot der eeuwen niet kunnen trotseren. Enkele steden kregen een nieuw stadhuis, een belfort of nieuwe stadspoorten. Het park van Edingen kwam tussen 1630 en 1665 tot stand in opdracht van enkele leden van het Huis Arenberg. Hoewel het kasteel zelf is gesloopt, zijn er, behalve de gerestaureerde baroktuinen, nog enkele interessante bouwwerken te zien. Van de Slavenpoort (Porte des Esclaves) zijn helaas de marmeren beelden verdwenen. Zeer bijzonder is het door Anton van Arenberg rond 1650 gebouwde Paviljoen van de Zeven Sterren (Pavillon des Sept Étoiles), dat dienstdeed als sterrenwacht.

### Kerken

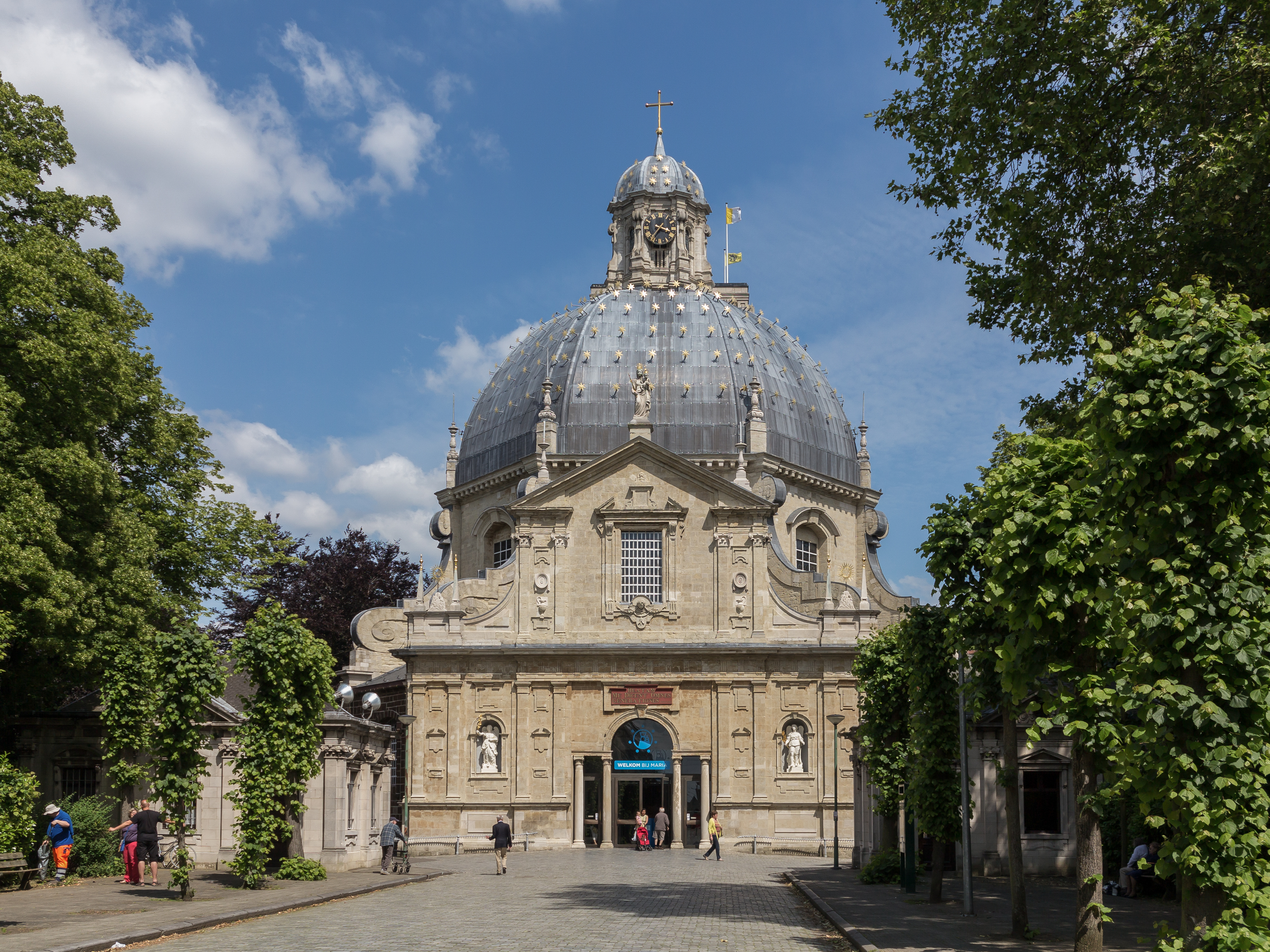
Basiliek van Scherpenheuvel
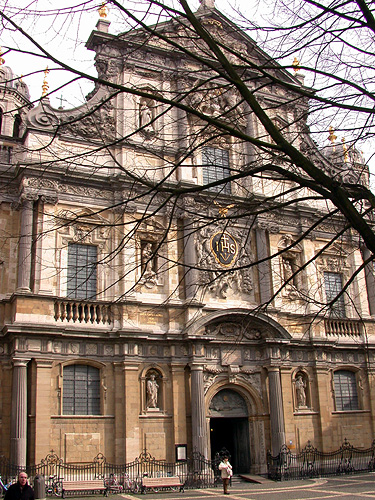
St.-Carolus Borromeuskerk, Antwerpen
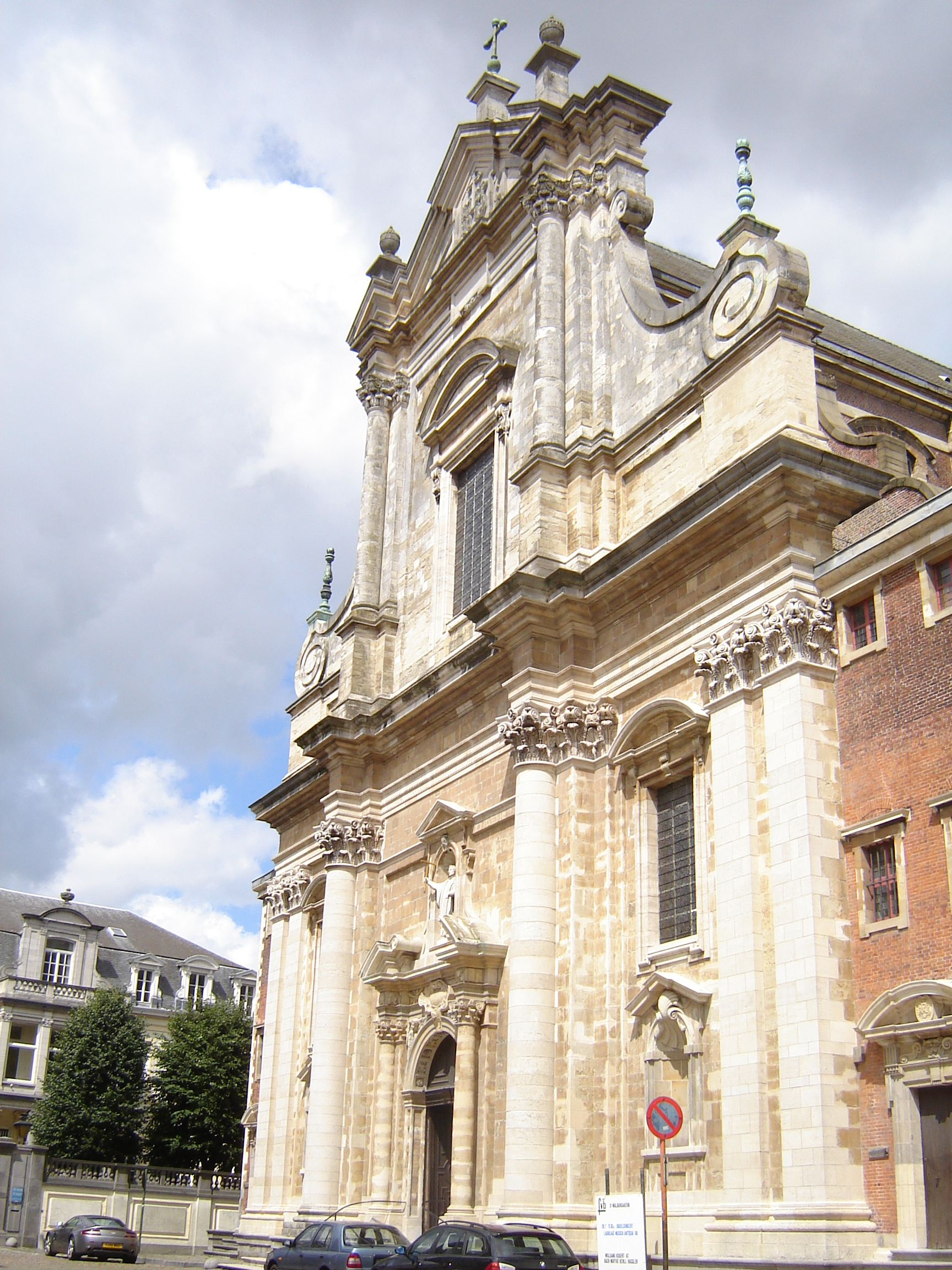
St-Walburgakerk, Brugge
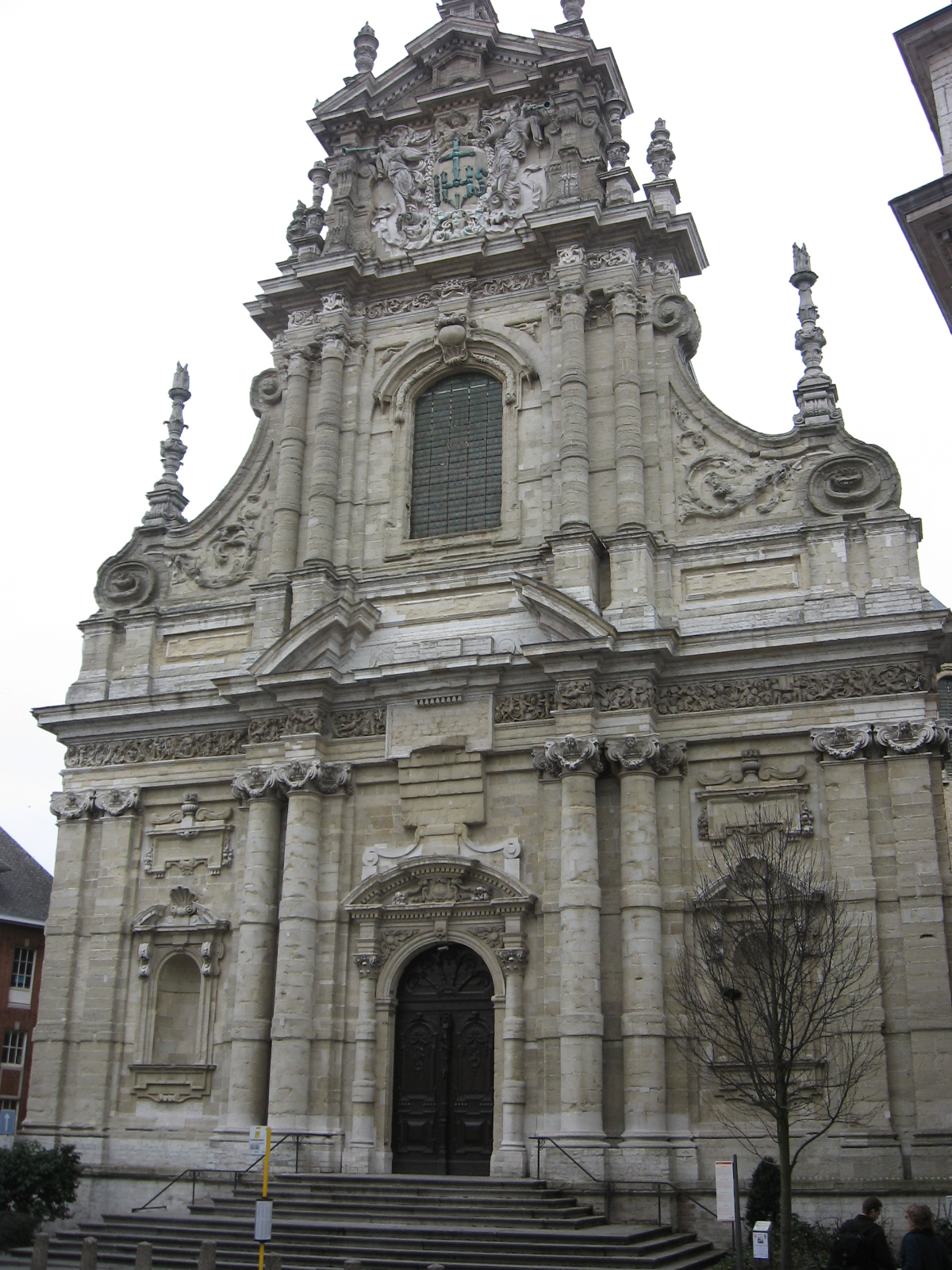
Sint-Michielskerk, Leuven

### Kerkinterieurs

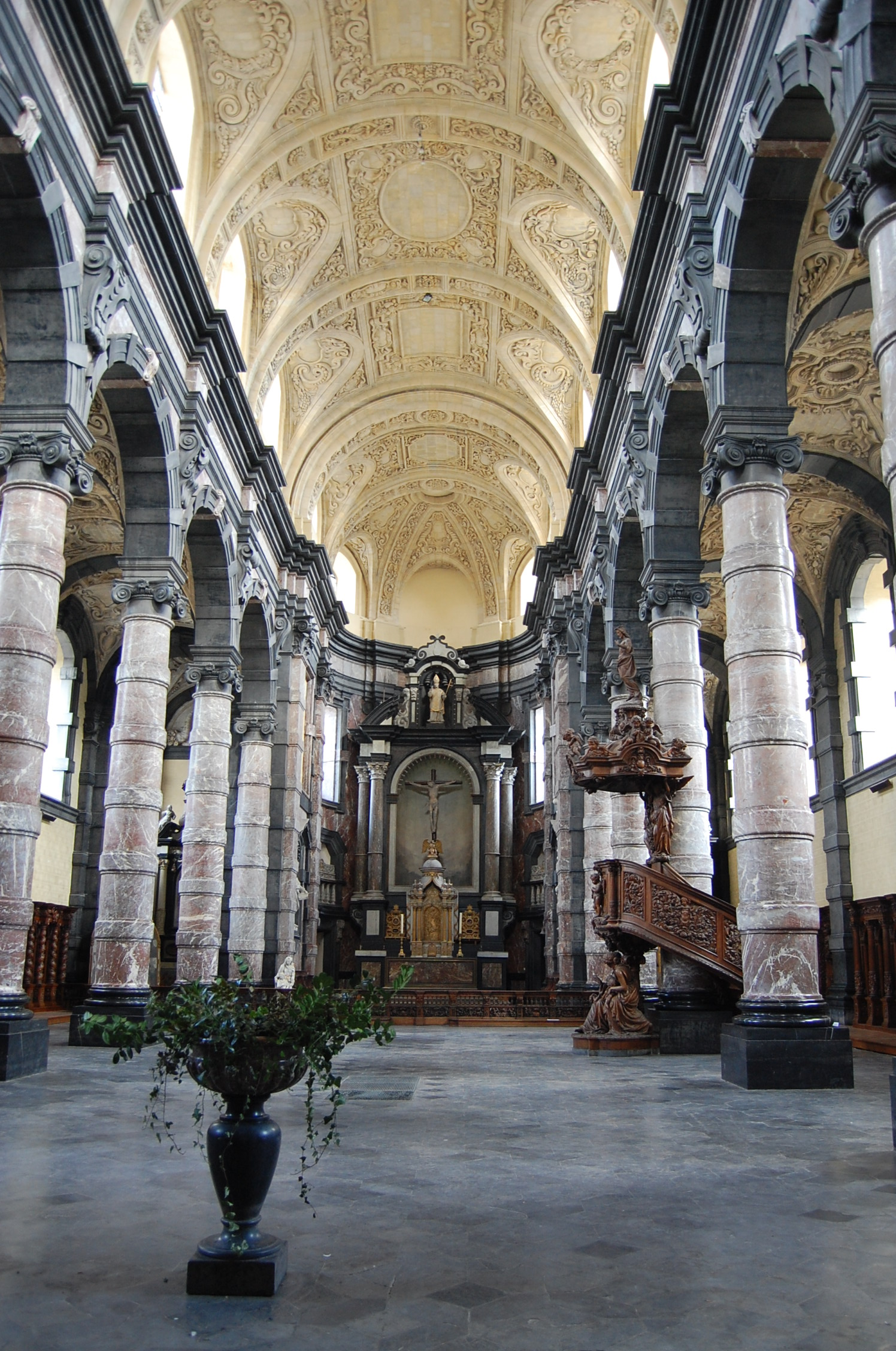
Interieur kerk van St-Loup, Namen
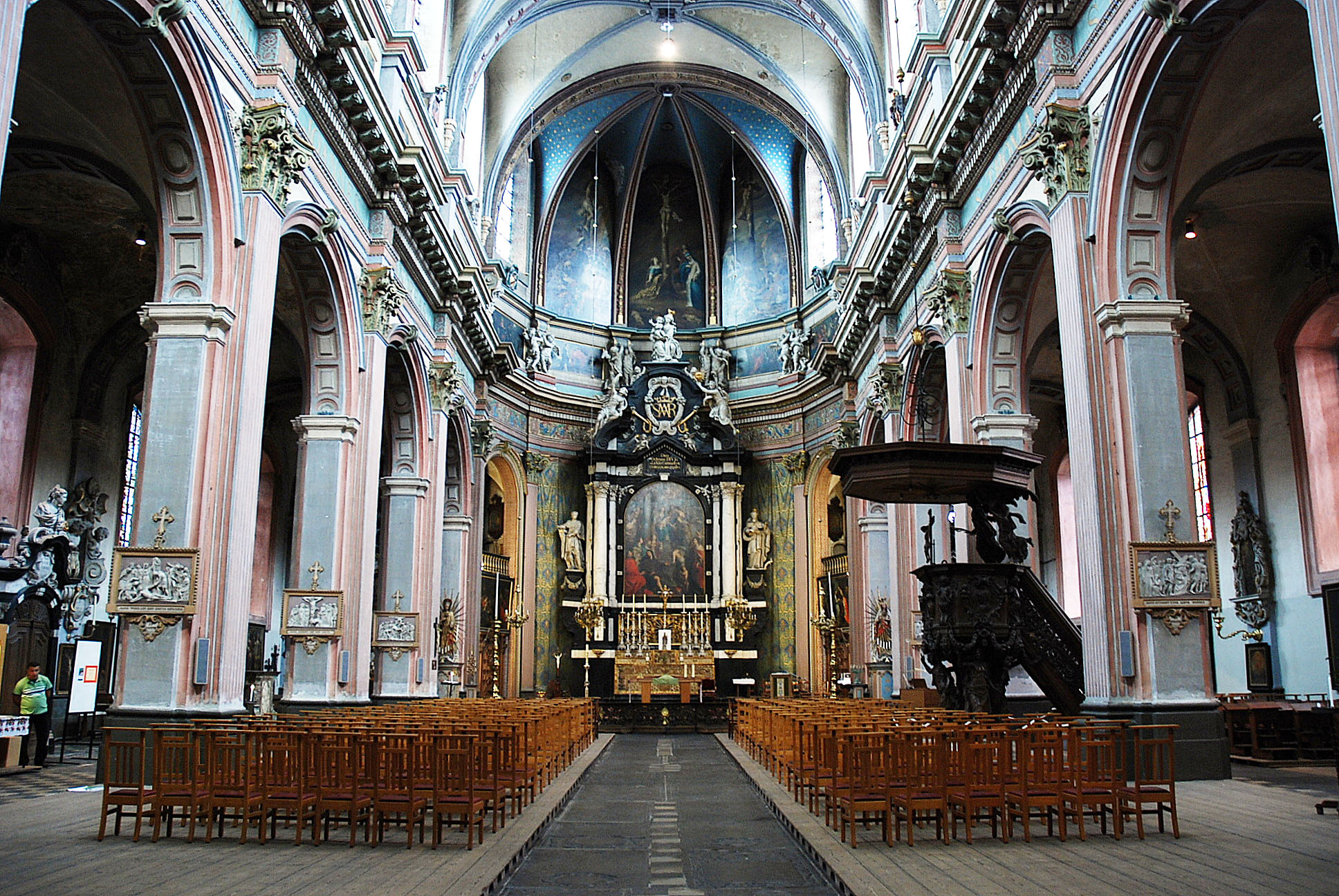
Interieur Begijnhofkerk, Mechelen
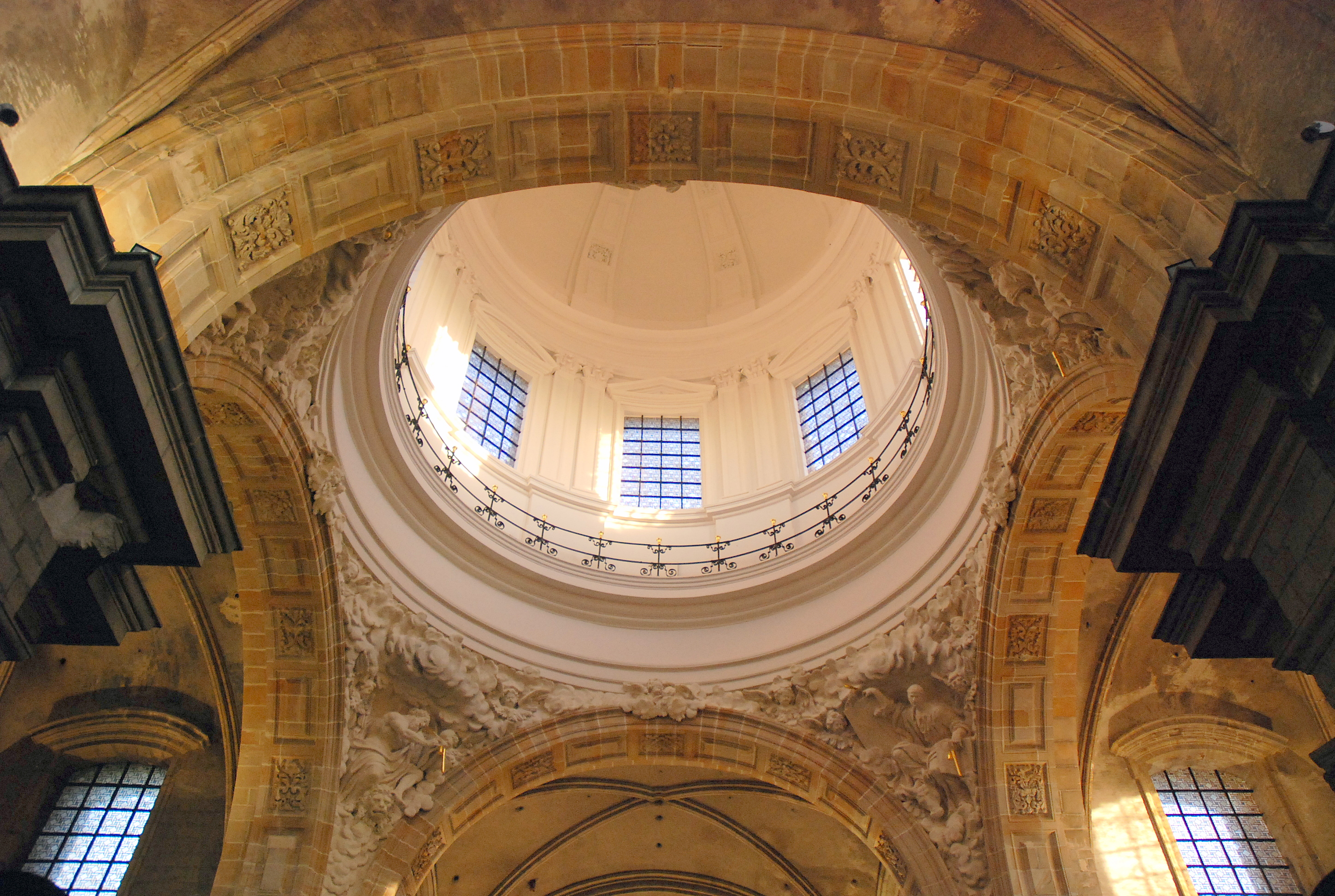
Koepel St-Pietersabdijkerk, Gent
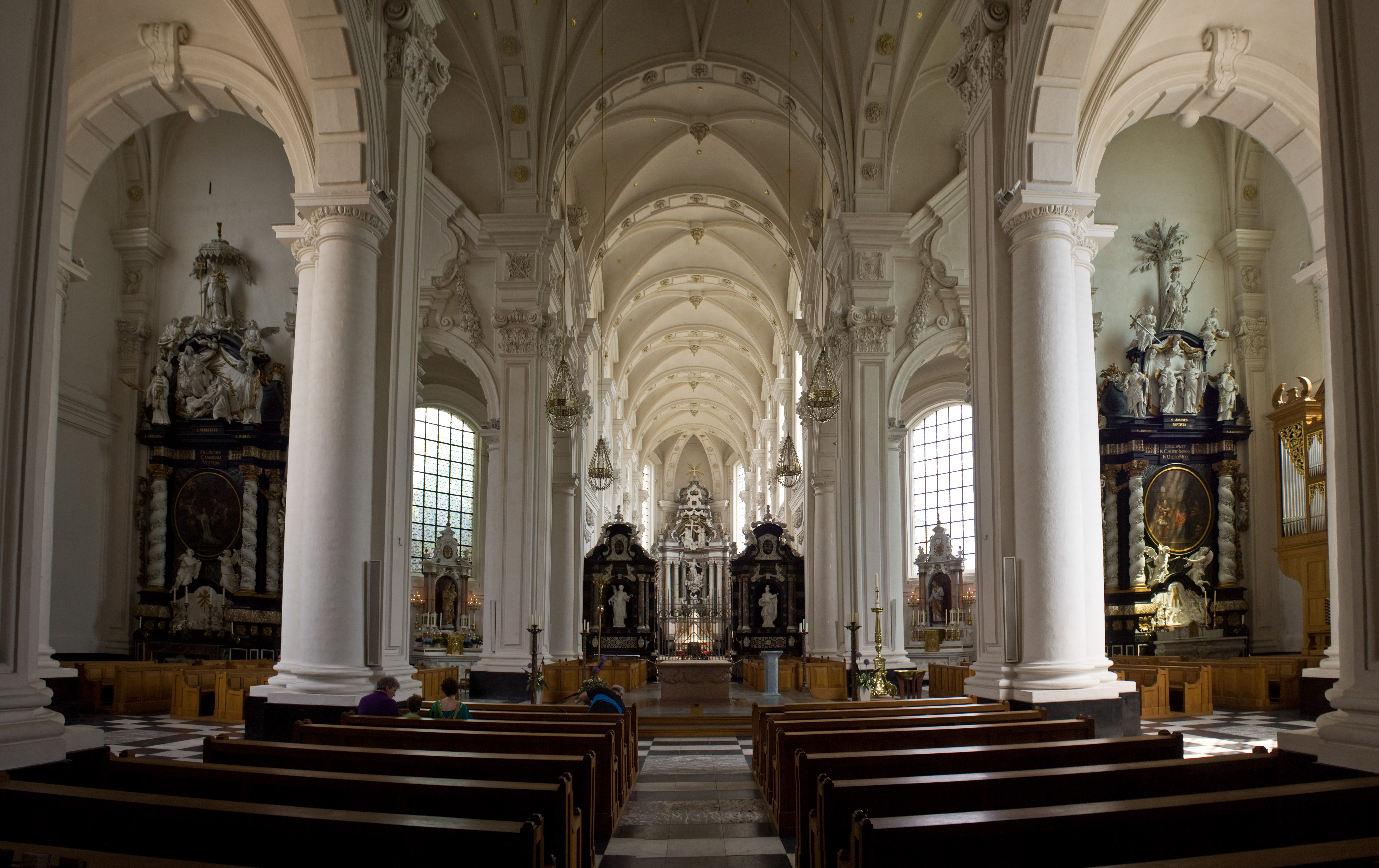
Interieur abdijkerk, Averbode

### Kerkelijk gerelateerde gebouwen

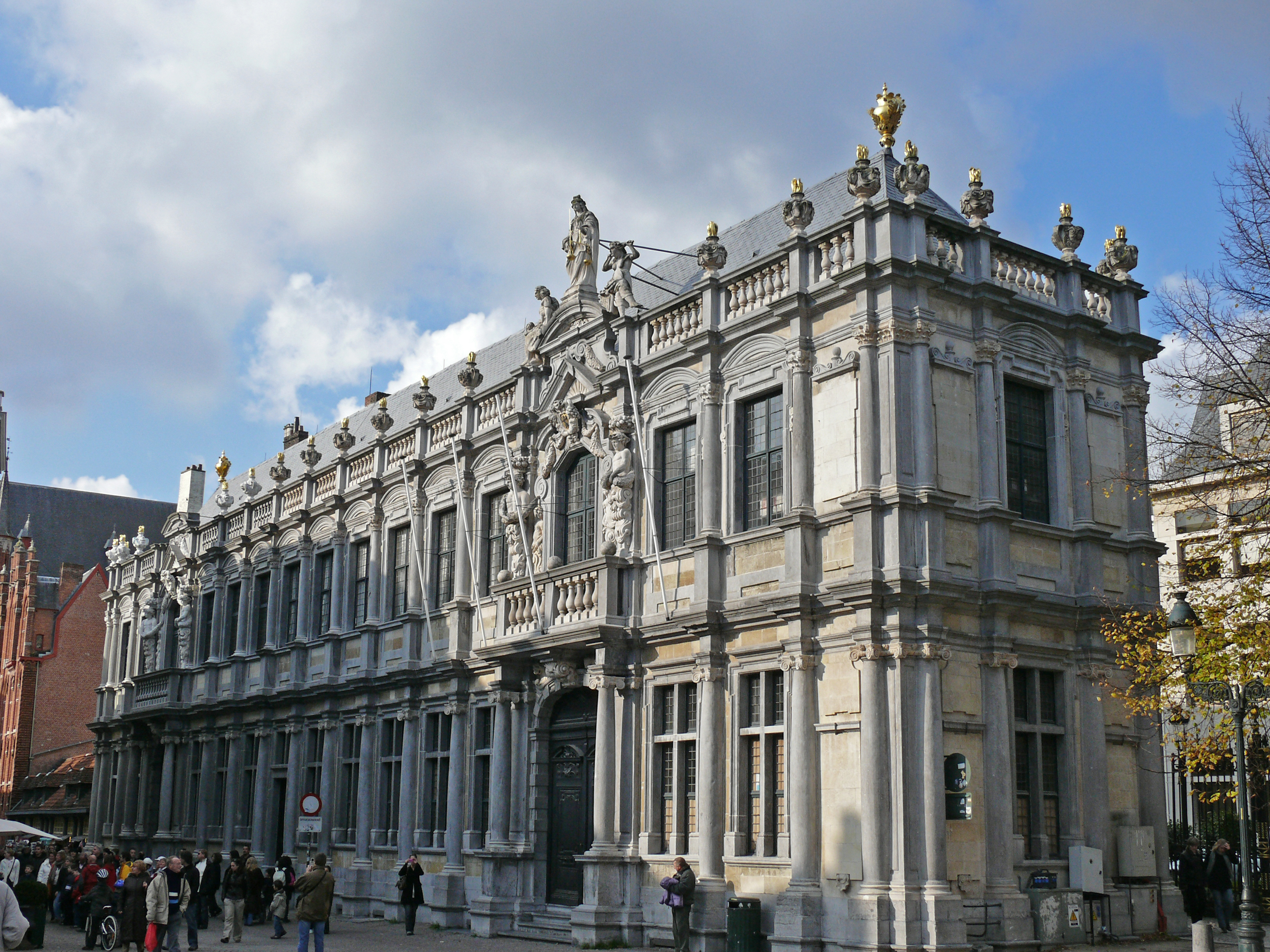
St-Donaasproosdij, Brugge
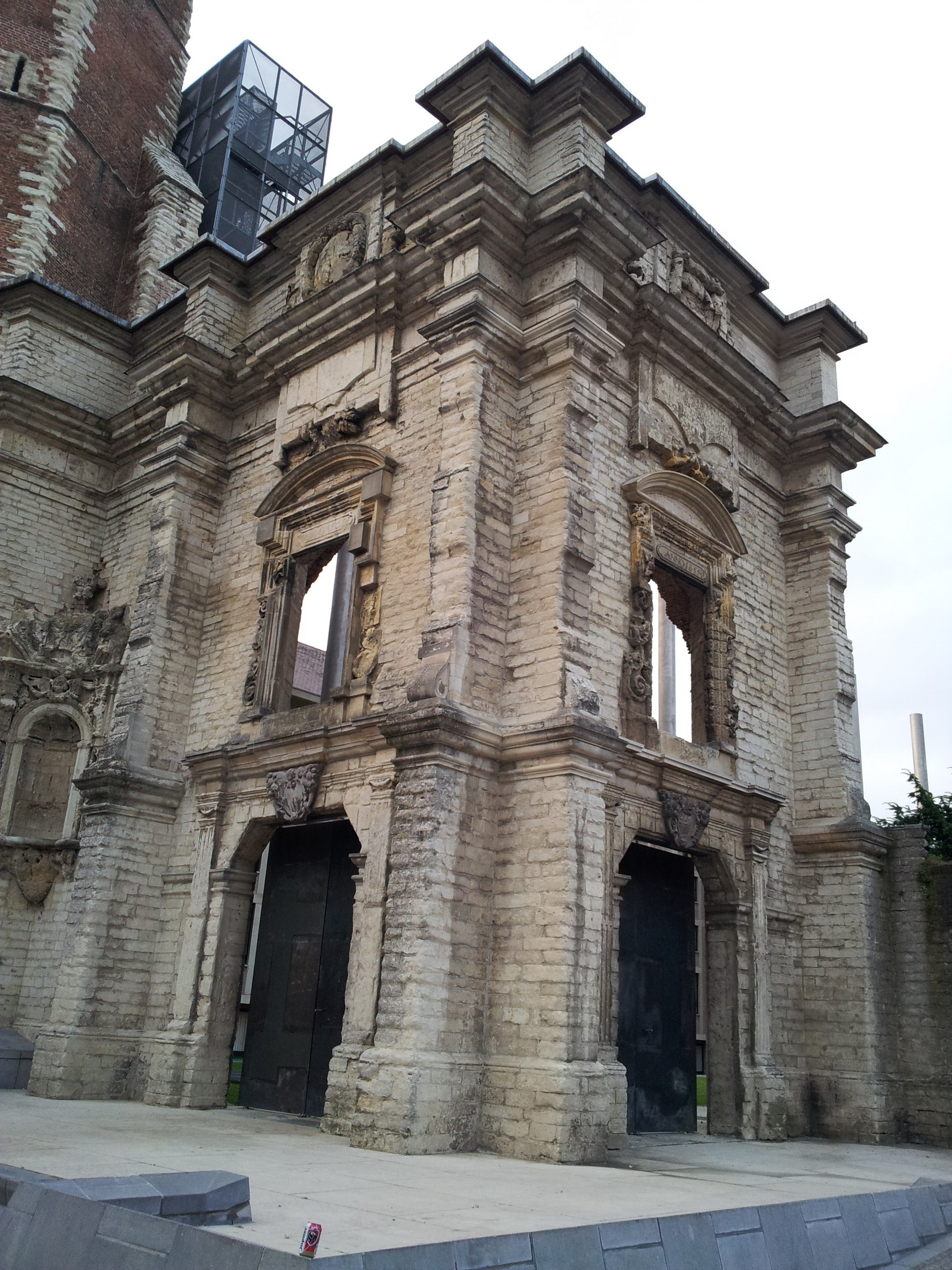
Abdijportaal, Sint-Truiden
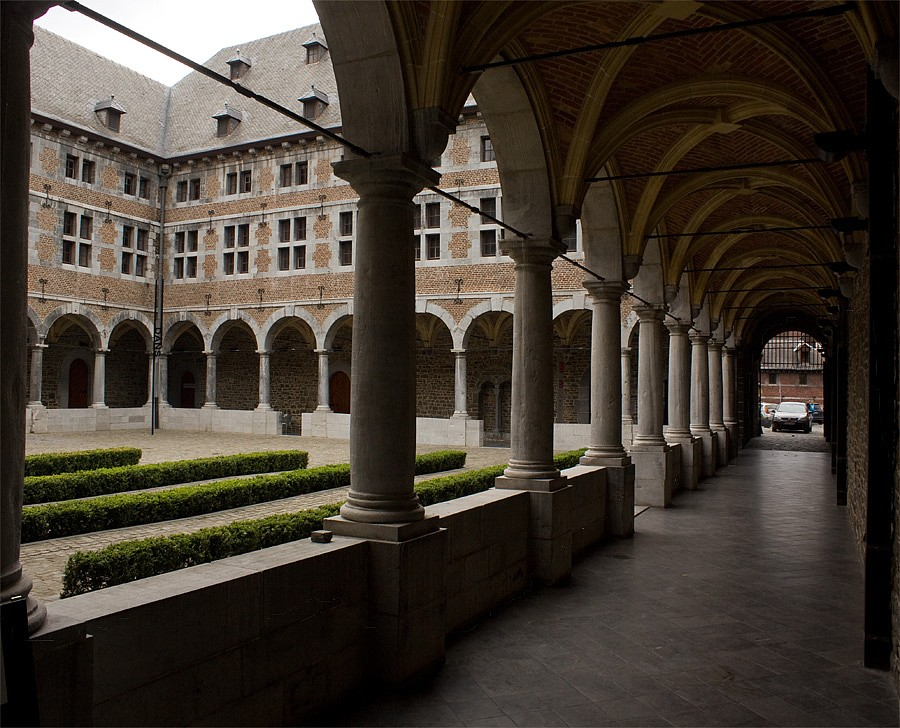
Minderbroederklooster, Luik
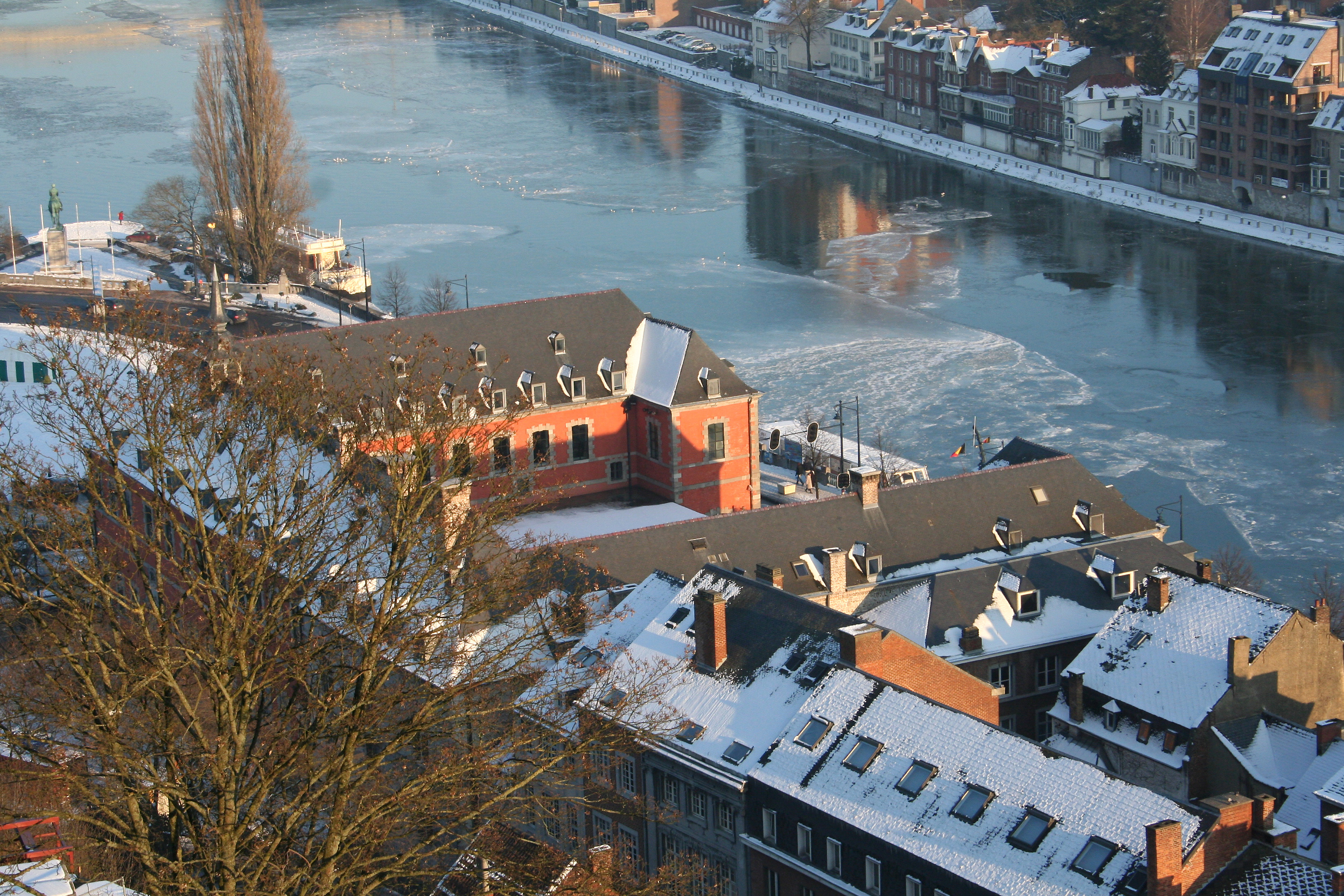
St-Gilleshospitaal, Namen

### Wereldlijke bouwwerken

17e-eeuwse gildehuizen, Grote Markt, Antwerpen
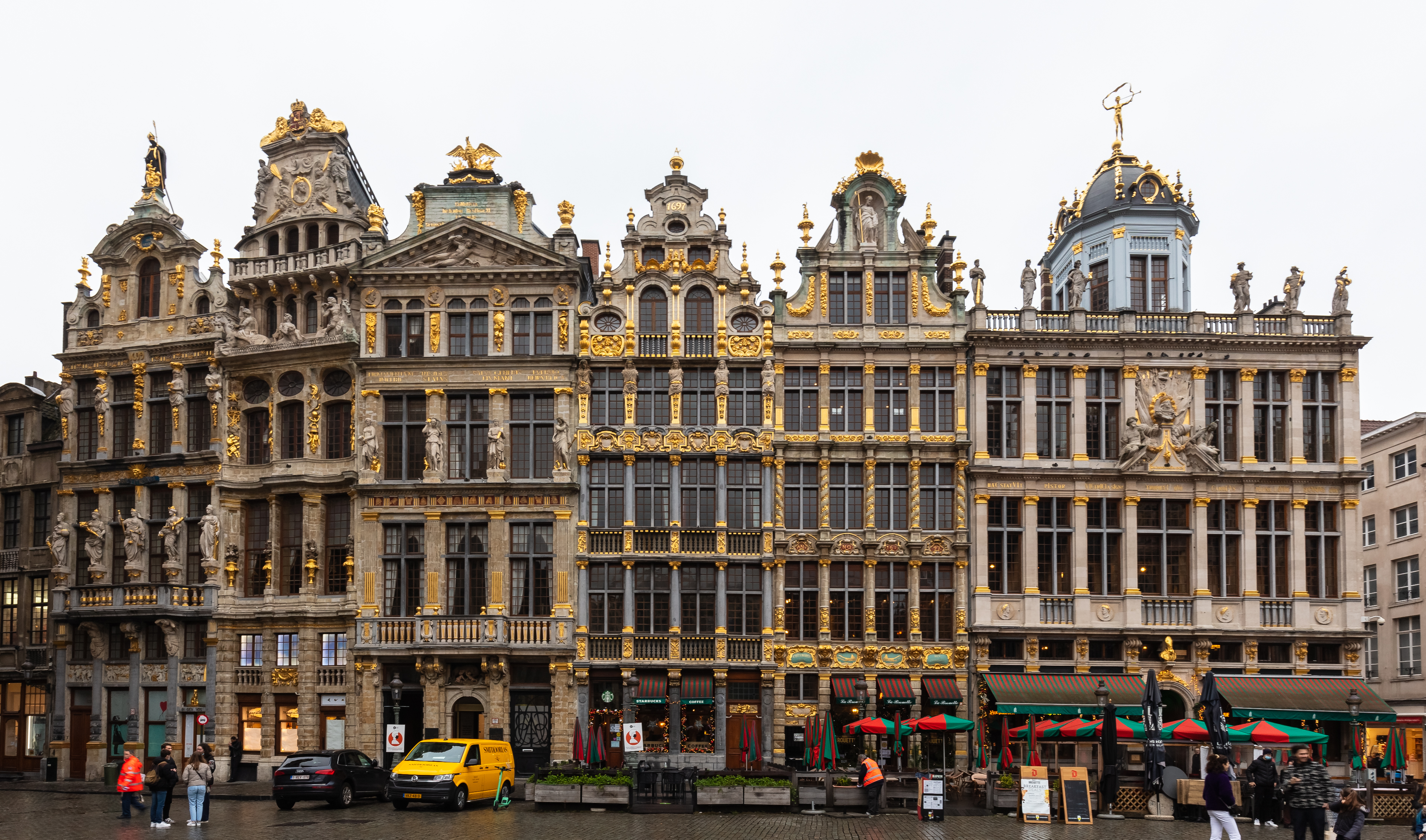
Laat-17e-eeuwse panden, Grote Markt, Brussel
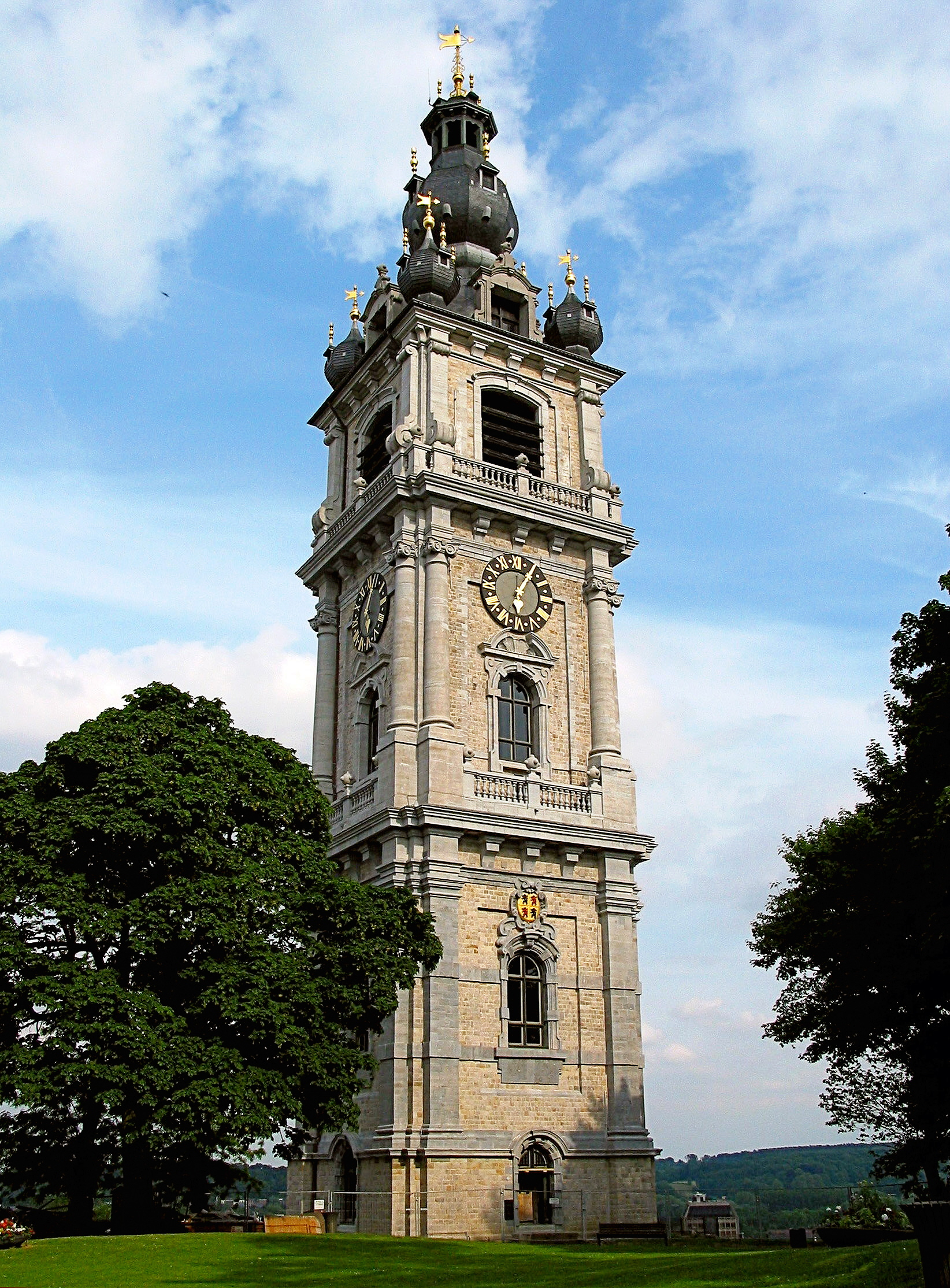
Belfort van Bergen
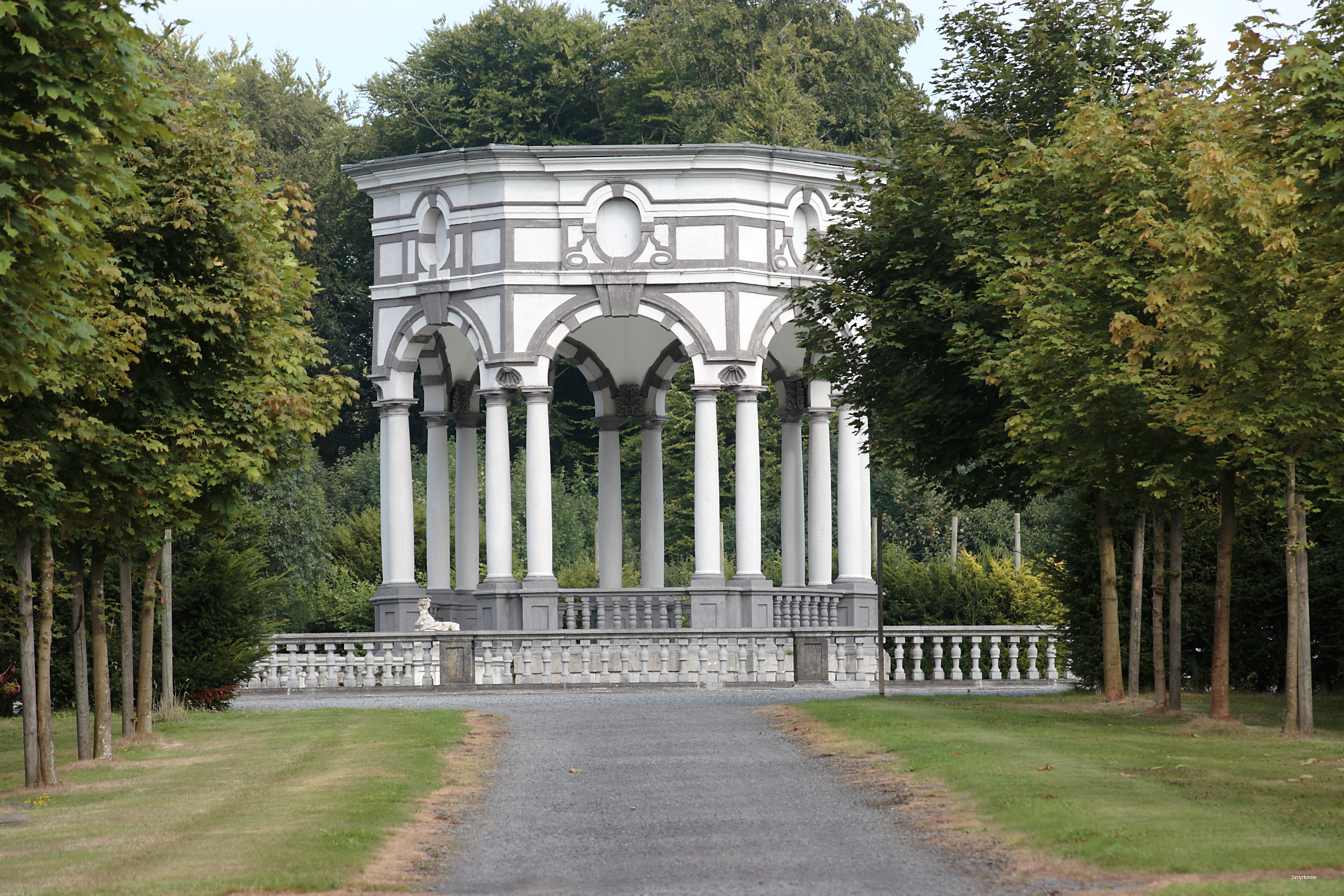
Paviljoen van de Zeven Sterren, Edingen

## Barokarchitectuur in de Oostenrijkse Nederlanden (18e eeuw)

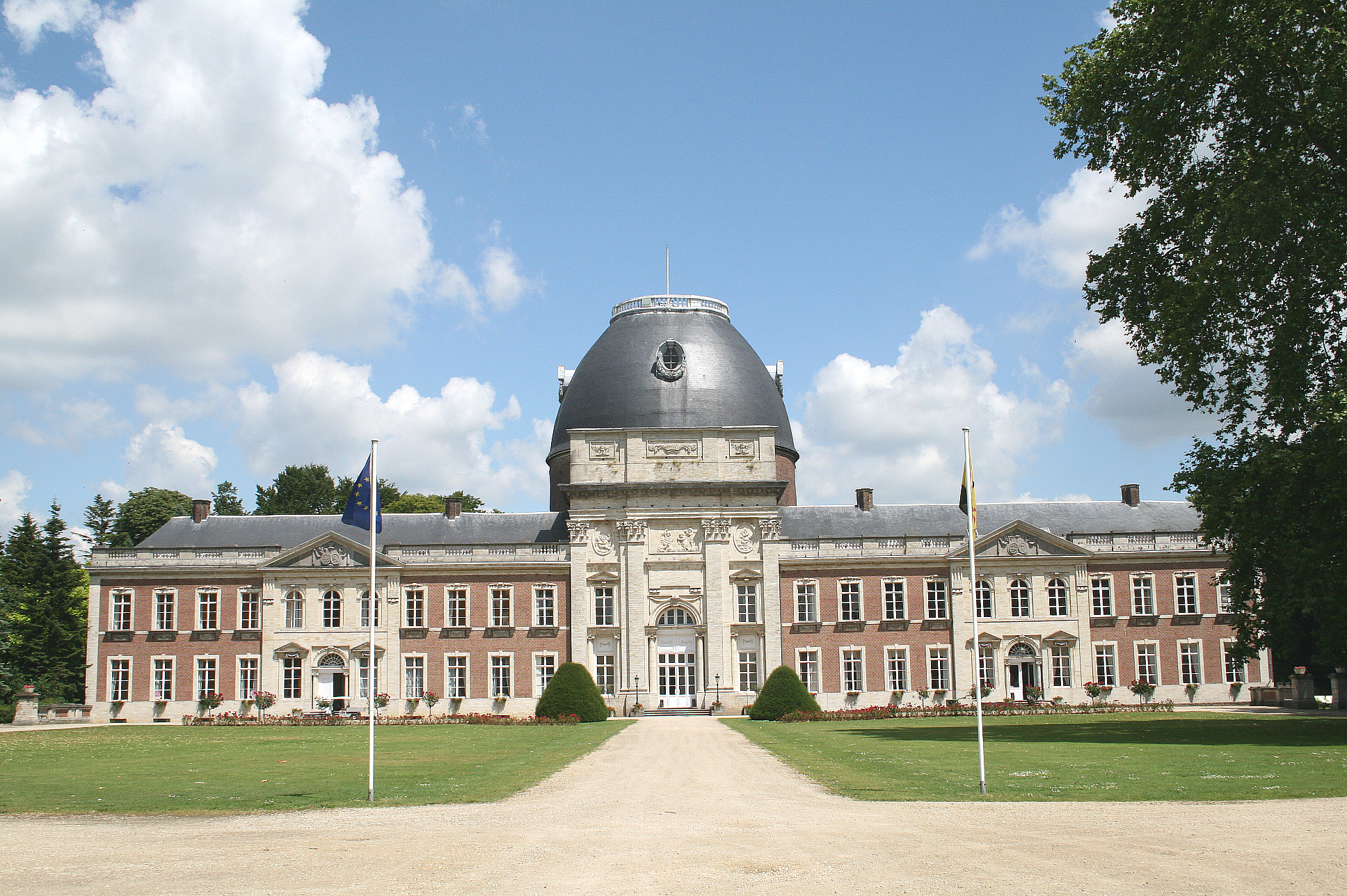
Abdij van Heylissem (L.B. Dewez, 1768-80)

In de 18e eeuw verschoof het zwaartepunt van de kerkelijke opdrachtgevers naar de wereldlijke machthebbers. Aan het begin van de eeuw, nog tijdens de Spaanse overheersing, kreeg de gotische Basiliek van Sint-Hubertus een barokke façade (Pater Bérégise en Jean-Arnold Hontoire, 1700-02). De Karmelietenkerk van Waver werd rond 1720 na een vernietigende brand herbouwd en doet thans dienst als raadhuis.
In de omgeving van Brussel, maar ook elders, verrezen luxueuze stadspaleizen en buitenverblijven in een opeenvolging van barokstijlen, die door de Franse mode werden bepaald. De 18e-eeuwse barokstijlen worden dan ook vaak aangeduid als Lodewijk XIV-, Régence, Lodewijk XV- en Lodewijk XIV-stijl. De uit Tessino afkomstige architect Gaetano Matteo Pisoni (1713-1782) ontwierp in opdracht van landvoogd Karel van Lotharingen het paleis van de hertog van Brabant in Brussel (ca. 1750), de Sint-Aubankathedraal in Namen (1751-67) en enkele gebouwen in Luik. De Brusselse architect Johannes Andreas Anneessens bouwde in opdracht van landvoogdes Maria Elisabeth van Oostenrijk buitenverblijven in Tervuren en Mariemont. Veel van zijn opdrachtgevers waren aanzienlijke geestelijken. Een belangrijke opdracht was rond 1735 de vernieuwing van het Paleis van de Prins-bisschoppen in Luik. Ook bouwde hij voor de abdijen van Grimbergen en Affligem.
Iets later werd de uit Verviers afkomstige bouwmeester Laurent-Benoît Dewez (1731-1812) hofarchitect van Karel van Lotharingen te Brussel. Als zijn meesterwerk geldt het Kasteel van Seneffe (1763-68). Andere ontwerpen van Dewez, veelal in neoclassicistische stijl, zijn het Kasteel La Motte in Sint-Ulriks-Kapelle (1773), de Abdij van Gembloers (1762-79), het paleis van de abt in Doornik (vanaf 1763; thans stadhuis), de Sint-Beggakerk in Andenne (1764-68), de Sint-Salvatorkerk in Harelbeke (1764-74), de Abdij van Heylissem (1768-80), de Abdij van Vorst (vanaf 1770), de Abdij van Dielegem (1775-91; deels bewaard) en de Abdij van Vlierbeek (vanaf 1776).
Nadat Dewez rond 1780 uit de gratie was geraakt, koos de nieuwe landvoogd Albert Casimir van Saksen-Teschen voor de Franse architecten Jean Benoît Vincent Barré, Barnabé Guimard, Charles De Wailly en de Zuid-Nederlander Louis Montoyer voor de herinrichting van het Brusselse Koningsplein, het Warandepark en de bouw van het kasteel van Laken.

### Kerken en kloosters

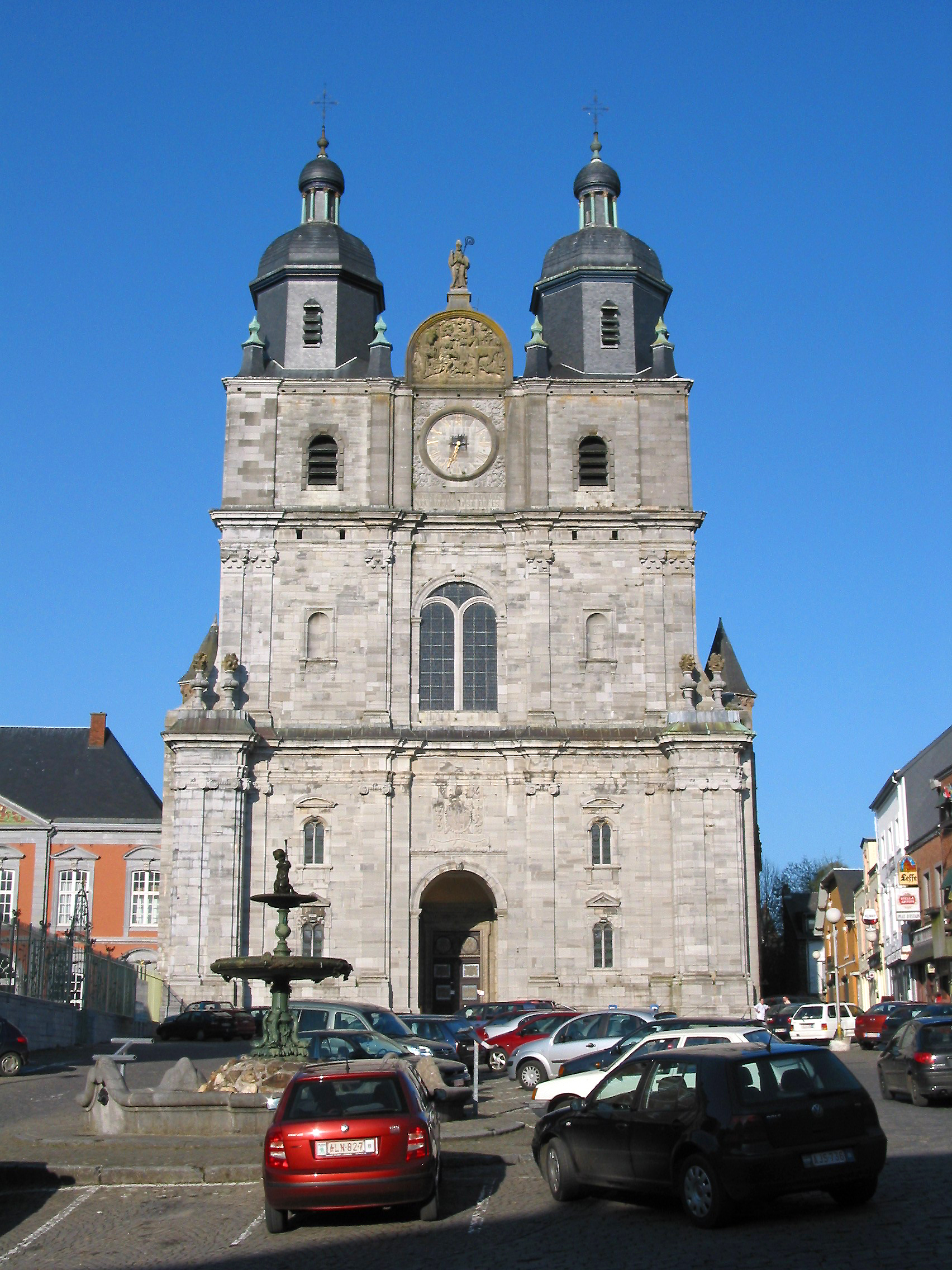
Basiliek van Sint-Hubertus
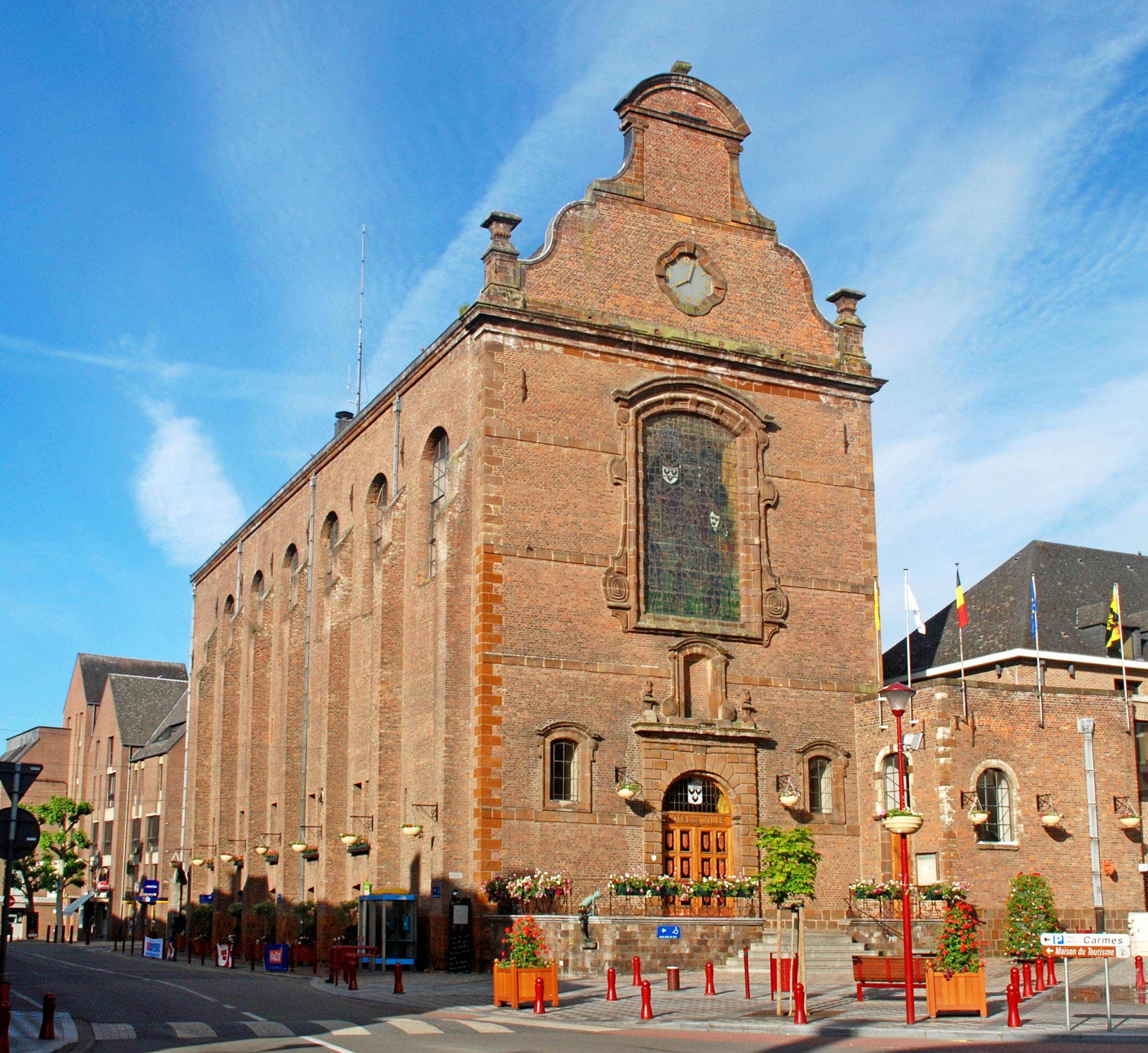
Karmelietenkerk, Waver
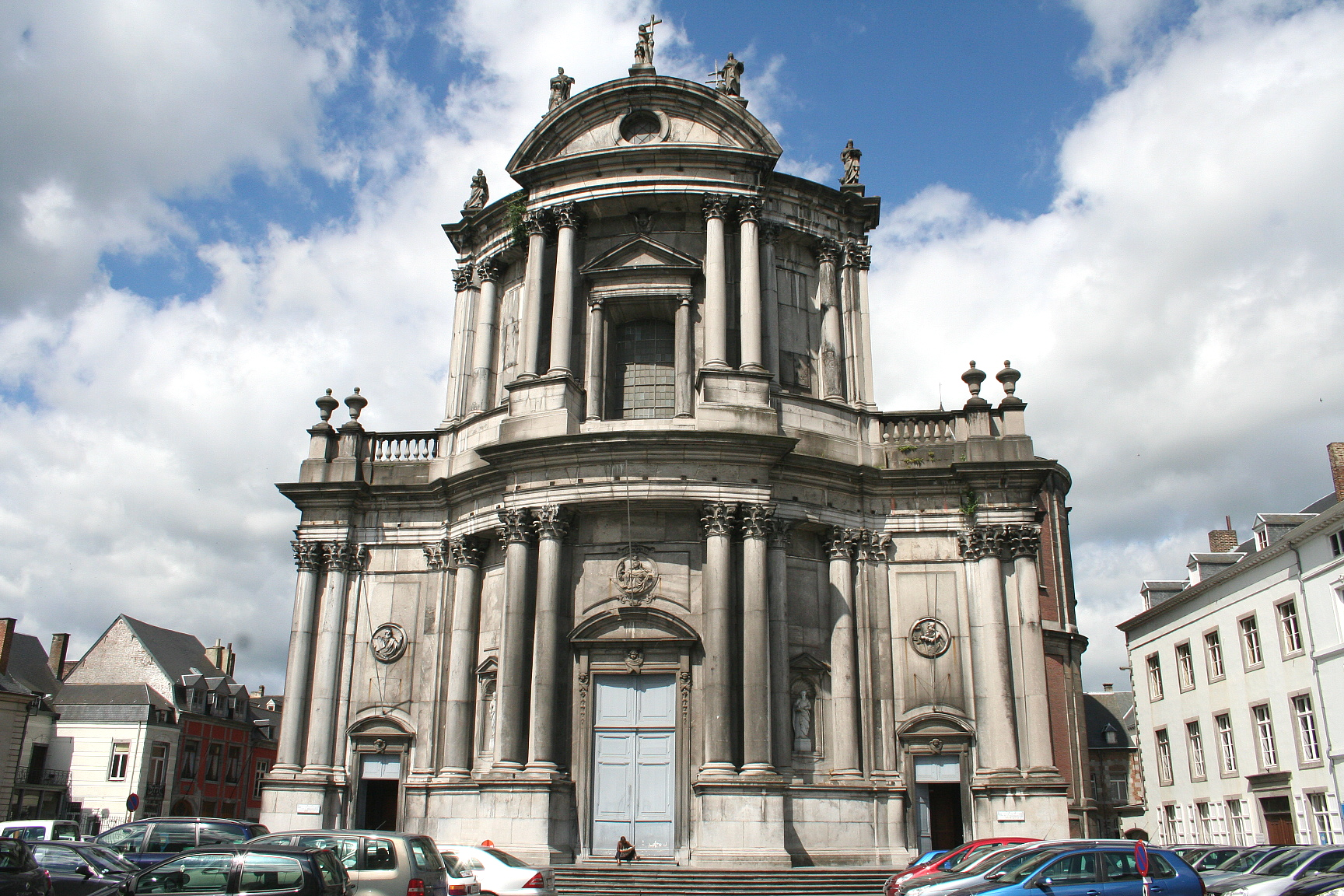
St.-Aubankathedraal, Namen
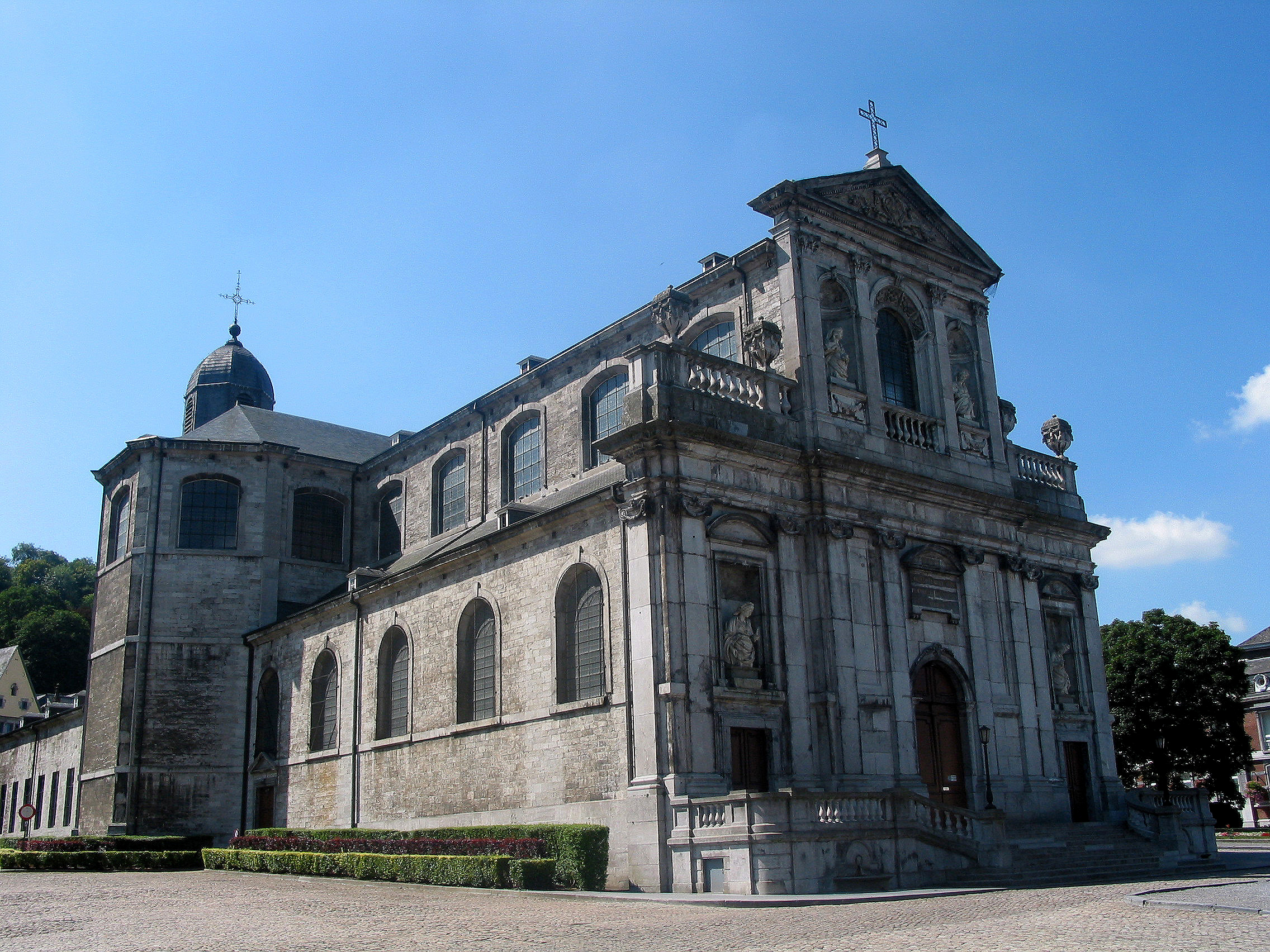
Sint-Beggakerk, Andenne

### Wereldlijke bouwwerken

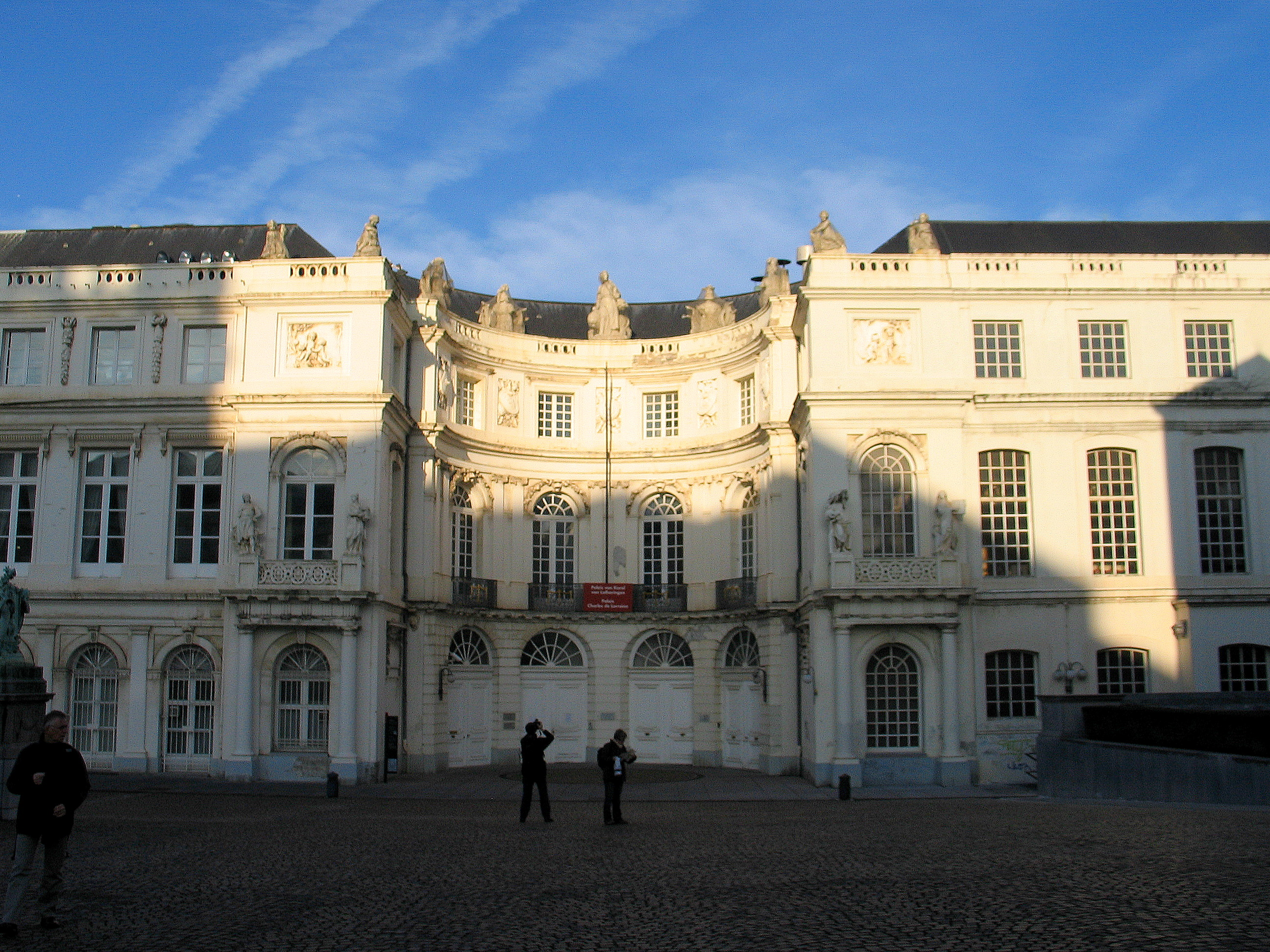
Paleis hertog van Brabant, Brussel
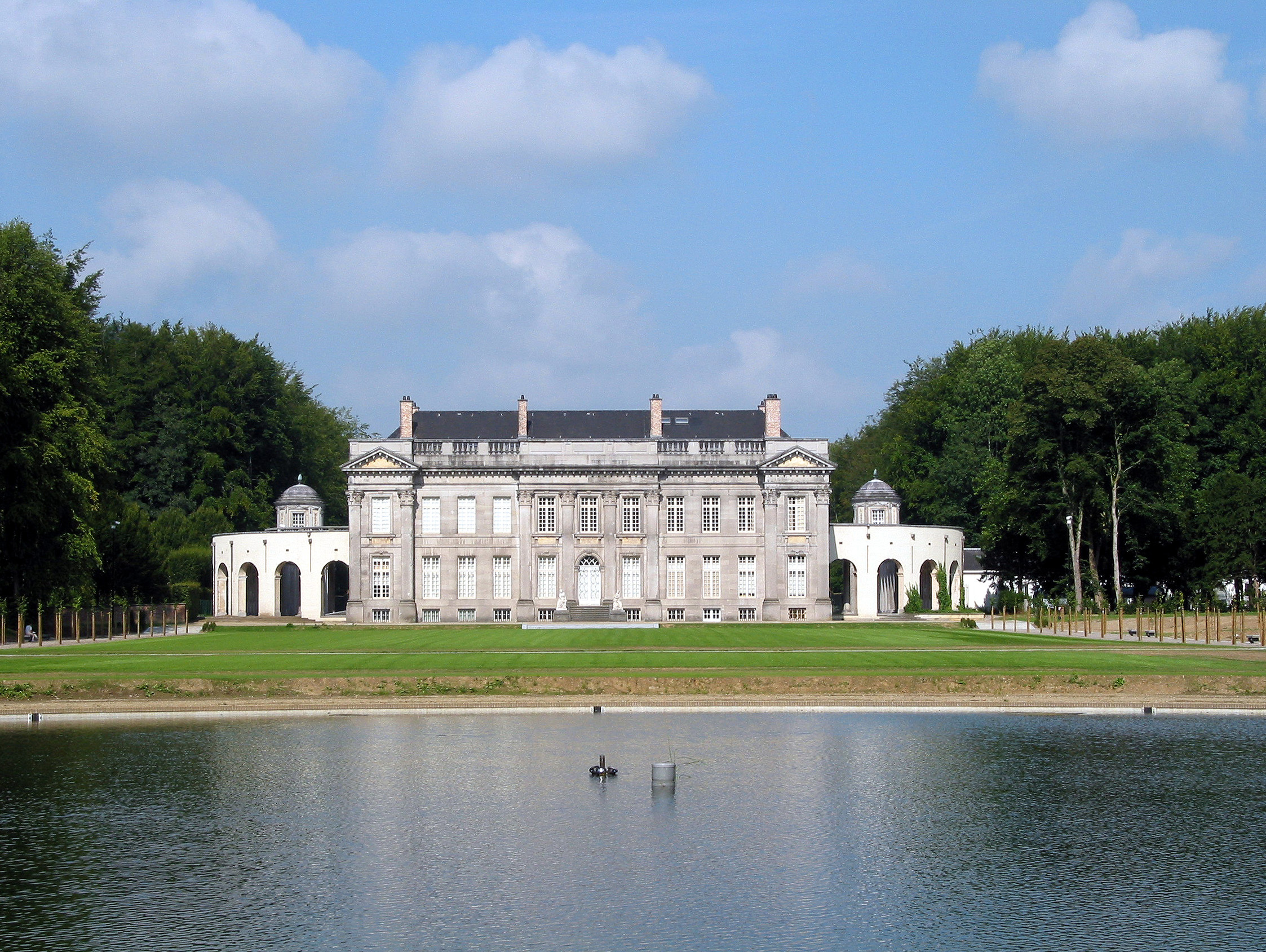
Kasteel van Seneffe
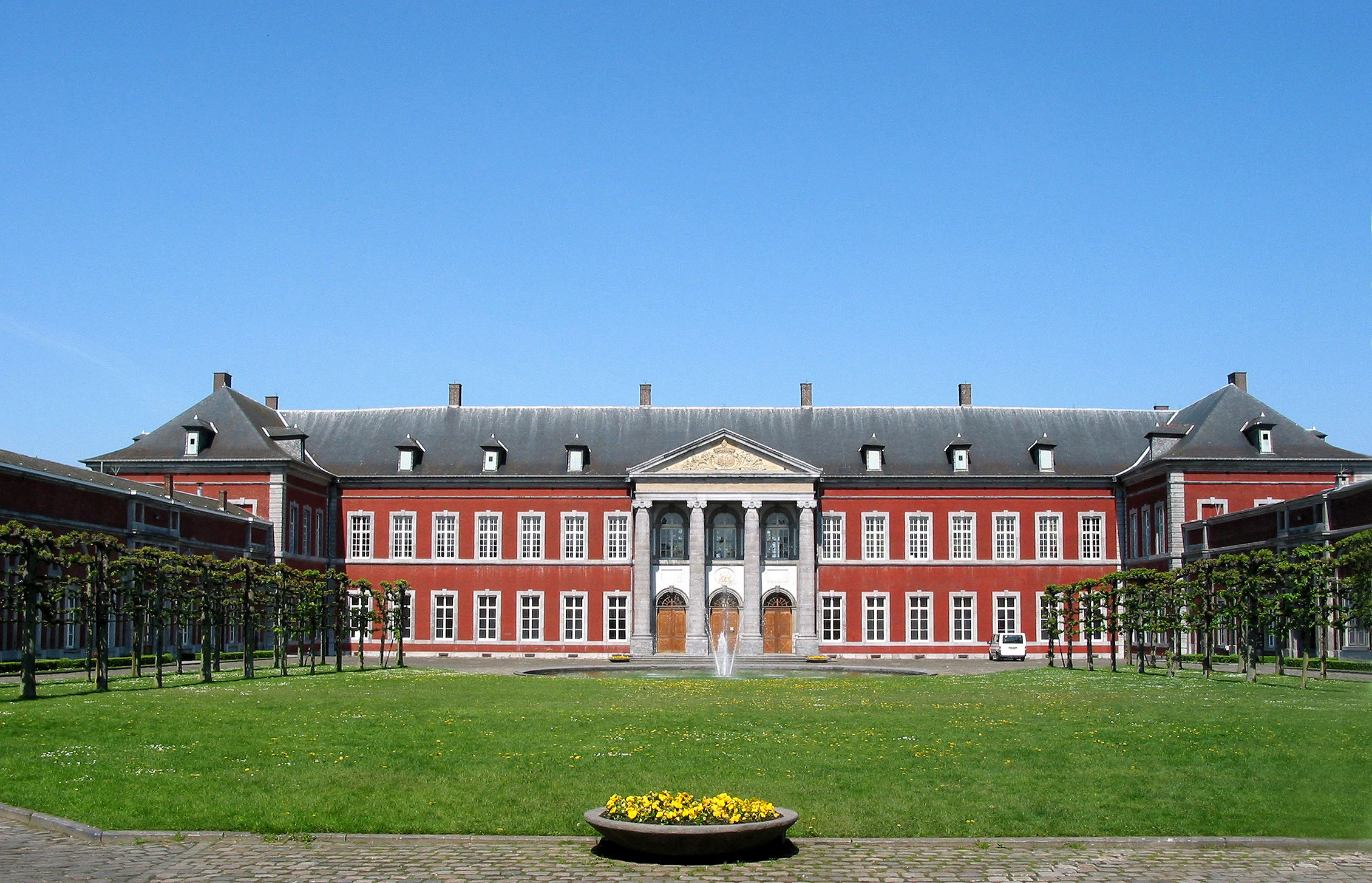
Abdij van Gembloers
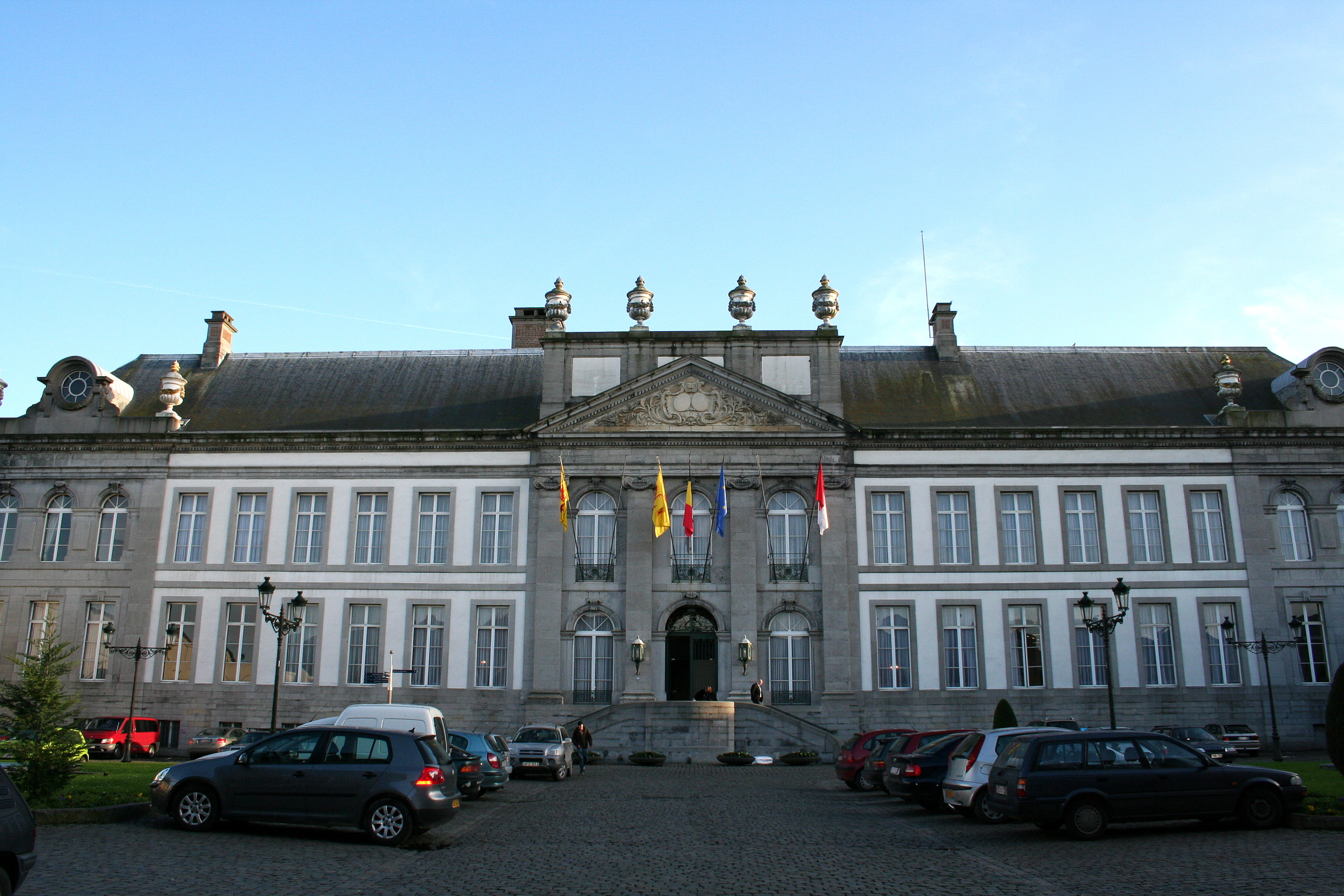
Stadhuis van Doornik

### Franse architecten in Brussel

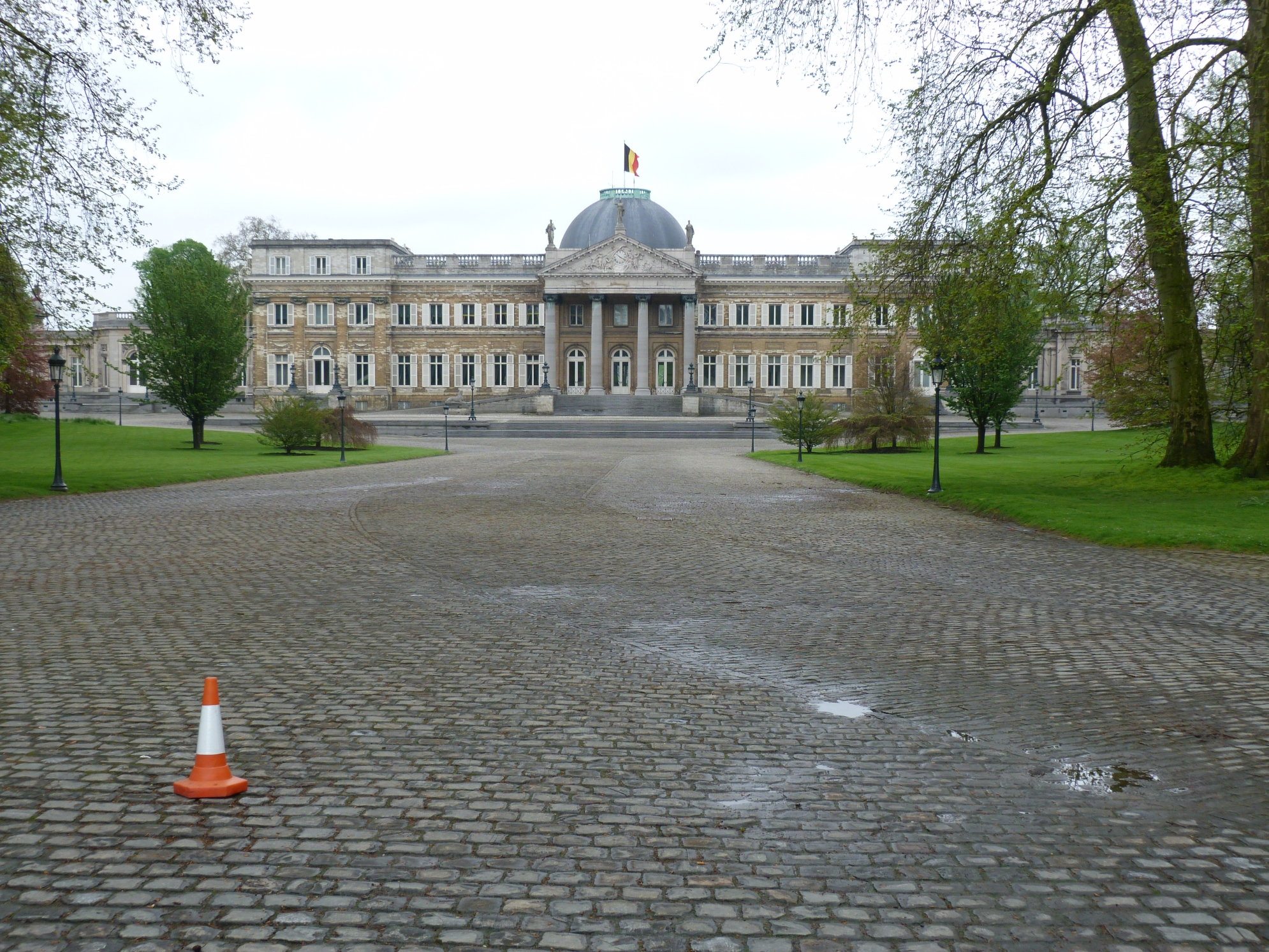
Kasteel van Laeken
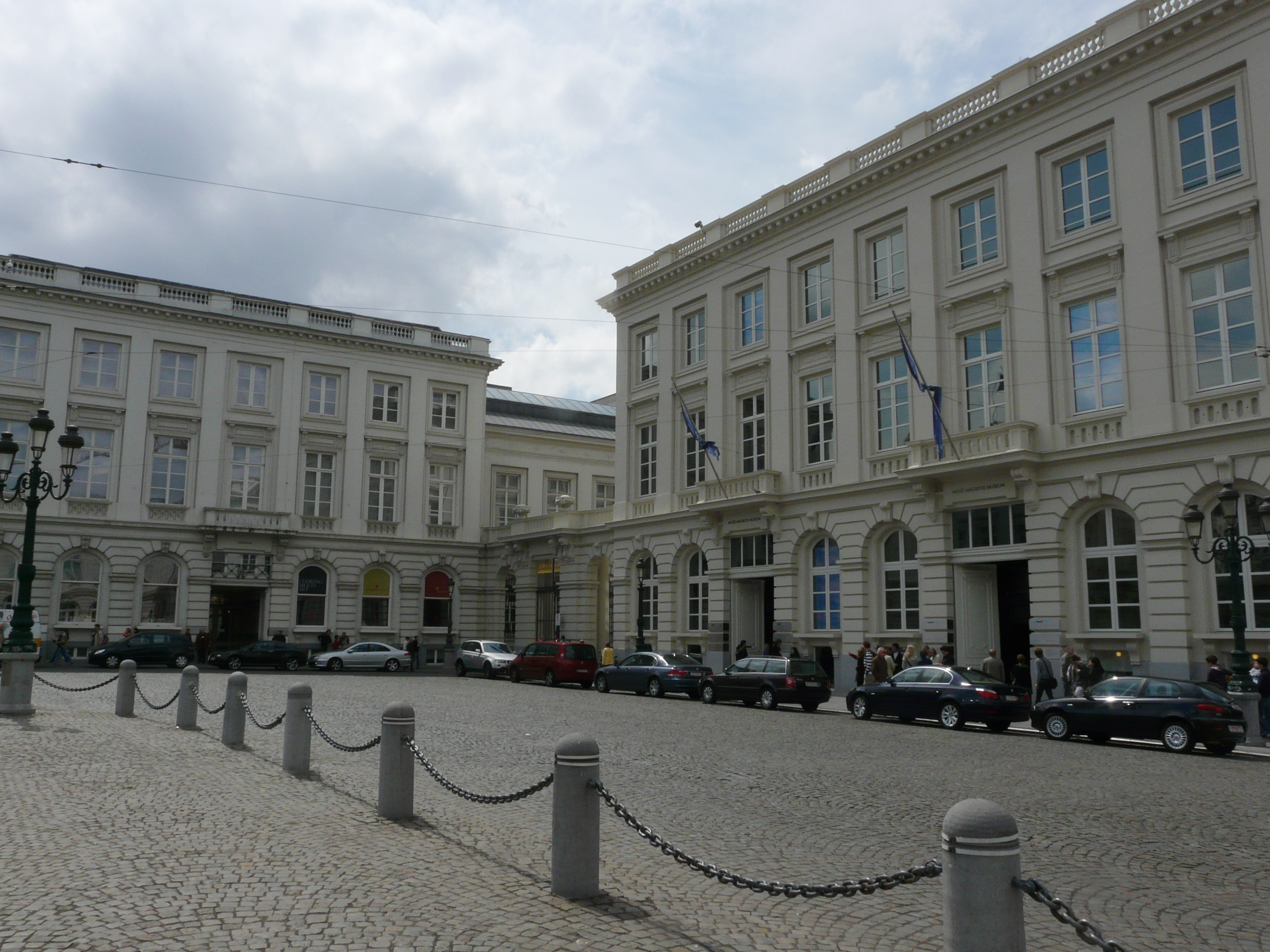
Hôtel Altenloh (Magritte Museum), Brussel
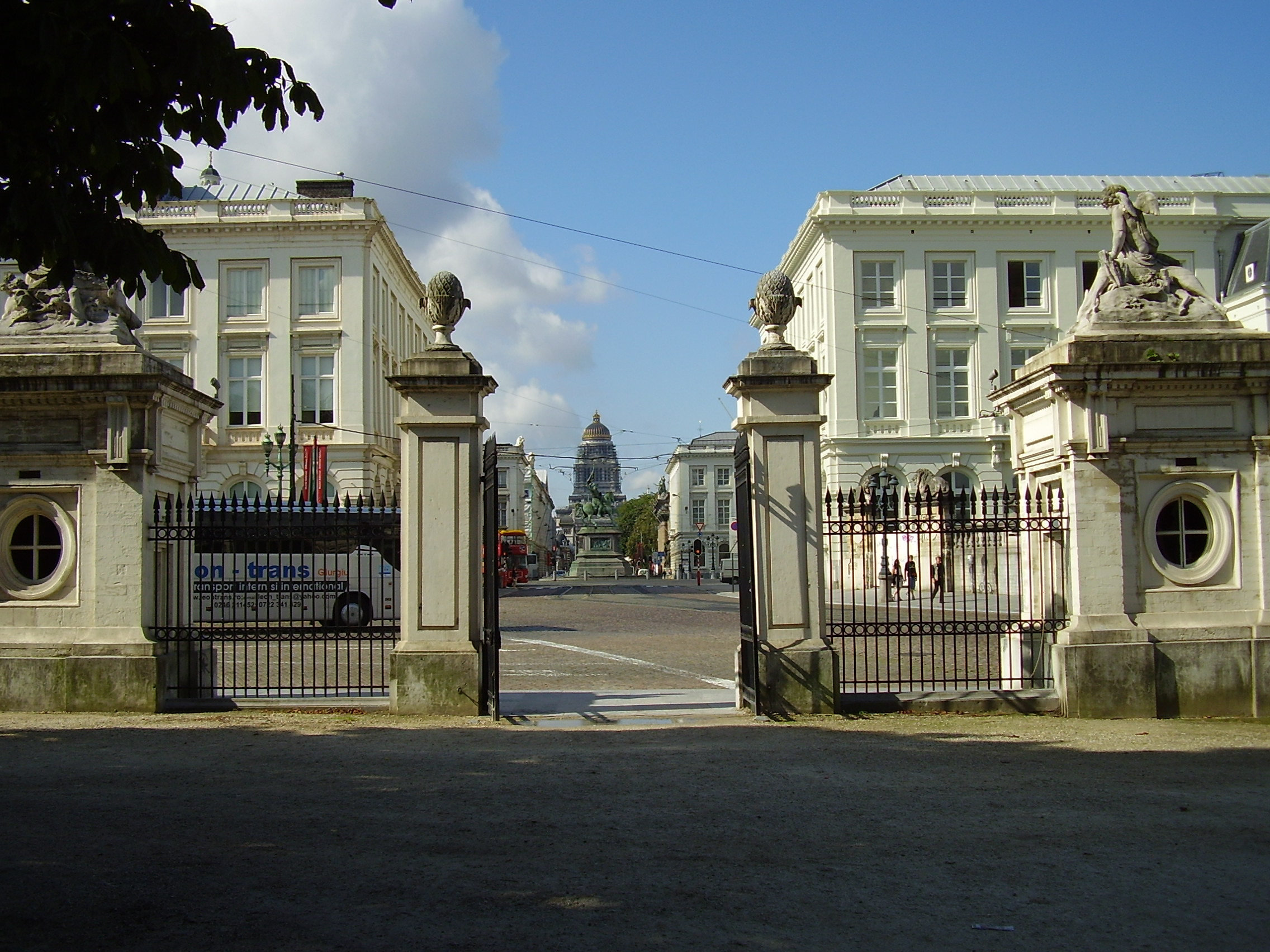
Warandepark, Brussel
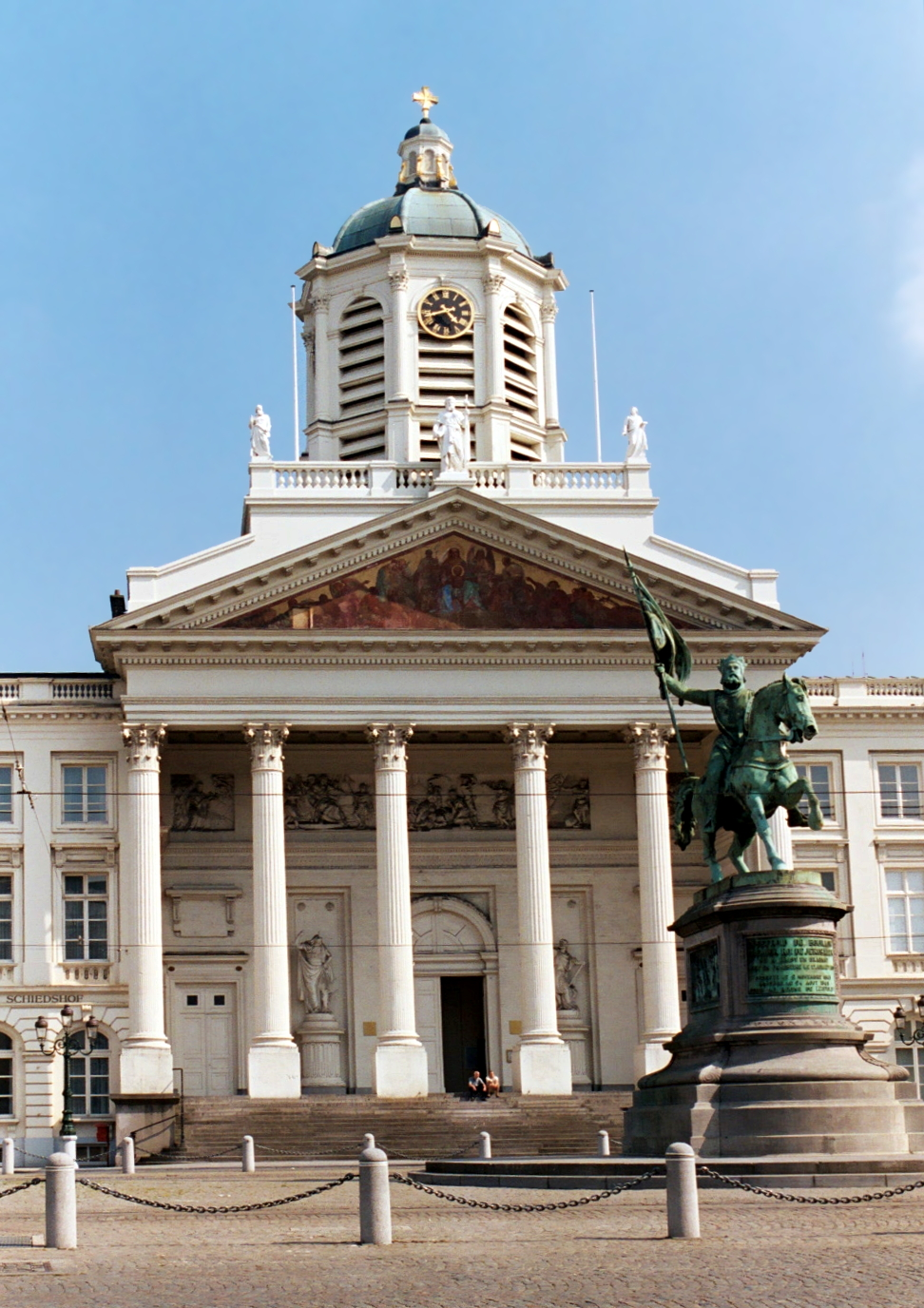
Kerk van Sint-Jacob-op-Koudenberg, Brussel